# 戦争
戦争（せんそう、英: war）とは、なんらかの政治目的のために政治、経済、思想、軍事的などの力を利用して行われる政治集団間の闘争である。日本大百科事典でも、実質的意味で定義すれば戦争は政治集団の間、特に主権国家の間で相当の期間継続して相当の規模で行われる軍事力の行使を中心とする全面的闘争状態ということになるだろう、と定義されている。一方、国際法辞典によれば、兵力による国家間の闘争だと書かれている。広義には内戦や反乱も含む。

## 概説
最初の定義部で示したように、戦争の一般的な捉え方と、国際法での捉え方には若干のずれがある。
一般的な意味では戦争とは、国家もしくはそれに準ずる集団が、何らかの政治的目的、たとえば領土拡張による資源獲得などで国家的利益を得ることや、攻めてくる可能性がある仮想敵国を先制的に叩くことなど、を目的に武力を行使し、戦闘を起こすことである。軍事力の行使を中心とすることが多いが、政治闘争、経済闘争、思想闘争、情報的闘争（情報戦、諜報戦）などさまざまな闘争も並行して繰り広げられるので、実際的に言うと、戦争というのは軍事力の行使に限ったことではない。
20世紀から情報戦・経済戦争・貿易戦争は行われていたが、21世紀にインターネットが普及するとネット経由でITインフラや金融システムやライフラインに対する攻撃、すなわち大砲やミサイルなどによる攻撃を伴わない国家間の争いが始まりサイバー戦争と呼ばれるようになり、一般市民にはあまり知られていないが、実はサイバー空間では国家間の闘争が日々行われている。
政治だけでなく、経済、地理、文化、技術など広範にわたる人間の活動が密接な関わりを持ち、その歴史的な影響は非常に大きいといわれる。近代以降の戦争は陸海空軍等の軍隊のみの武力戦だけでなく、一般国民を広く巻き込む総力戦の様相を呈することもあり、外交戦、宣伝戦、謀略戦、経済戦、貿易戦、補給戦、技術戦、精神戦などの闘争を本質的に包括しており、相互に関係している。そして結果的には、その規模にもよるが、国際関係や社会や経済など幅広い分野に破壊的な影響を与え、軍人や民間人の人的被害からインフラの破壊、経済活動の妨害・阻害など社会のあらゆる部分に被害を与えることが多くある。
戦争は太古から続く人類の営みの側面であり、最も原始的かつ暴力的な紛争解決手段であると言える。
戦争と対を為すのは国際紛争の平和的解決である。
銀行などが引受けた巨額の戦費は慢性的な租税負担となる。市民生活に対する制限と攻撃は個人の尊厳を蹂躙する。時代ごとの考え方によって、違法性が認定されてきた。
一方で、軍需景気により、生産設備に被害を受けなかった戦勝国や第三国では、経済が潤う場合もある（例：第一次世界大戦と第二次世界大戦後の米国や第一次世界大戦後と朝鮮戦争後の日本）。
戦争の勝敗には原則的、法則的な事象が関連していると考えられており、軍事学において戦理や戦略・戦術理論の研究、戦闘教義の開発、兵器開発、定量的な作戦研究、戦史研究などが行われている。
戦争の近況
太古からの戦争の歴史については#歴史の節で説明する。
ここでは最近数世紀、特にここ100年ほどの状況について軽く触れる。
16世紀 - 19世紀ころ、各帝国は帝国主義で周辺国を侵略し、領土を拡張してさらなる資源を獲得し周辺国の国民を酷使することで国力を増し、さらなる拡張のために侵略を行うということが行われた。この時代までは、将校などは美麗な軍服に身をつつみ馬上の人となり凛々しく戦っていたので、戦争は少年たちの憧れでもあった。だが20世紀始めの第一次世界大戦で、機関銃と大砲を搭載した戦車や爆撃機などの新しい兵器が登場したことや毒ガスという陰湿な兵器も使われるようになったことで戦術が変化し、しかも総力戦の様相を呈し各国が大量生産の技術を使い15億発もの砲弾が製造され発射され、兵士たちは周囲で砲弾が炸裂しつづけ、兵士たちは日々怯えるだけでなく、"壊れた"状態になる兵士、たとえば言葉が話せなくなったり同じ動作ばかり繰り返すなど異常な状態になる兵士が続出した（シェルショック）。また数ヶ月以上の塹壕戦を強いられ、泥だらけでみじめに死んでゆくようになり、戦争はそれまでと性質が変化し、陰湿でみじめで悲惨なものになった。第一次世界大戦の死者の数は総計で1600万人、負傷者は2000万人に及び（→第一次世界大戦の犠牲者）、多くの家庭で女性が夫を,子どもが父親を, 初老の夫婦が息子を失った。1928年のパリ不戦条約締結で、国際法的には自衛戦争以外の侵略戦争は禁止された。だが、その条約も虚しく、1939年には第二次世界大戦が勃発してしまい、死者数は総計で数千万人を超え（→第二次世界大戦の犠牲者）、人類史でも突出した大惨事となり、第二次世界大戦末期に原子爆弾が日本に対して使われ、一発の爆弾が引き起こす被害の大きさが桁違いに大きくなり、核兵器の登場により戦争の意味がさらに変化した。もし再度世界大戦を起こせば、すなわち第三次世界大戦を引き起こせば核戦争となり、勝利者がいない戦争、全員が敗者となる戦争になる、と各国のリーダーは感じるようになったのである。またヒトラーとナチスがアウシュビッツでこっそりやっていたことが戦後になって世界中の人々に知られるにつれ、人道主義の観点からも忌避される傾向となった。戦後、世界大戦の悲劇を繰り返さないために国際連合が設立され、国連憲章2条4項は戦争だけでなく武力の行使を一般的に禁止した（武力不行使原則）。
だが、その後も戦争は続いている。第二次世界大戦直後から、アメリカ合衆国とソヴィエト連邦、自由主義と共産主義という相容れない主義を掲げた2つの大国は冷戦を開始。西側諸国はNATO（北大西洋条約機構）を、ソヴィエトと東欧諸国はワルシャワ条約機構という軍事同盟を結成し睨み合う状況になった。1955年から1975年にはベトナム戦争が起き、共産主義勢力（北ベトナム）と民主主義勢力（南ベトナムおよびアメリカ）の戦いとなった。1978年からはアフガニスタン戦争すなわち1978年から1989年にかけてのアフガニスタン紛争や2001年から2021年にかけてのアフガニスタン紛争も起きた。
1991年のソビエト連邦崩壊後、一時的に世界は"アメリカ一強状態"になったように見え、自由主義諸国の人々はパクス・アメリカーナ（アメリカの世界支配による平和状態）になるかのように無邪気に思い描いていたが、残念ながらそうはならなかった。アメリカや自由主義諸国に抑圧されたと感じたイスラーム諸国の男たちはムジャーヒディーン（戦士）として彼らが言うジハードを行うため水面下で着々とアメリカ、イギリス、フランスなどに対する新しい形の戦争の準備を進め、2001年のアメリカ同時多発テロ事件を実行し、これは表面上は国家が戦争をしかけてきたのではないのでアメリカ側はそれをテロリズムと位置づけることになり、それ以降、アメリカはいわゆる "対テロ戦争" を行うことになった。圧倒的な強国と見えていた米国は、人々が気づかないうちに経済力が低下し世界各地の米軍を維持し軍事作戦を行うことがやや重荷になり、2013年にバラク・オバマ大統領は、自分の発言が世界規模ではどのような結果を産むか深く考えず、うかつにも「米国は世界の警察官ではない」と宣言してしまった。その宣言は報道で世界を駆け巡り、それまで米国と対立してきた諸国のリーダーらは、自分たちがやりたいようにやっても以前のようにアメリカに直接攻撃されずに済む、と理解した。
ところで1932年～1933年にスターリンはウクライナから穀物を奪い大飢饉を引き起こし多くのウクライナ人が餓死に追い込まれた。これをホロドモールと言う。ホロドモールの間に400万人以上が餓死した。ソヴィエト連邦内では厳しい情報統制があり、ホロドモールをかろうじて生き延びたウクライナ人被害者らは、数十年間、ホロドモールについて公の場で語ることを許されず、それを飢饉と呼ぶことすらできなかった。飢饉について公言すれば "反ソビエトのプロパガンダを行った"として迫害に遭った。ソヴィエト連邦政府が組織的に行った事実隠蔽により、ソヴィエト連邦の一般市民の大多数は、スターリンが意図的に引き起こしたウクライナ国内の飢饉によりウクライナ人が400万人以上が餓死していた、という事実をまったく知らされていなかった。ソ連政府がこの大飢饉があったことを認めたのは、大飢饉発生から約50年後の1980年代のことである。そして1991年12月にソ連が崩壊してその情報統制が解かれ、ホロドモール被害者やその遺族がホロドモールについて語ることができるようになり、犠牲者や犠牲者遺族から証言の聞き取りや記録が行われ、犠牲者の共同墓地の場所の特定や発掘も行われ、証言や証拠によりホロドモールの実態が明らかになったことで、ウクライナの学校の歴史の授業でホロドモールについて教えられるようになった。こうしてソ連崩壊から10年から20年ほどの間に、ウクライナ人の圧倒的大多数は、ホロドモールの実態はロシア人がウクライナ人に対して行ったジェノサイド（大量殺戮）だと理解するようになったのである。自分たちの親や祖父母の世代を大量殺戮したロシア人とは一緒にやって行けない、とウクライナ人の圧倒的大多数は考えるようになった。
ソ連崩壊後のロシアは一旦は民主主義を志向したが、自由主義諸国からは二流国扱いを受け大きな屈辱を味わっていたロシア人らはウラジーミル・プーチンの権威主義的な指導のもと、反撃のための力を水面下で蓄え続けていた。歴史的に繋がりが深く"一体の国"（ロシア人の本音をあからさまに言うなら、"ロシア人が好きなようにしてもいい国"）と見なしていたウクライナまでが、アメリカの民主党政権の助力もあり、民主化を果たしロシアに背を向けNATO入りまで目指す状況を見てプーチンは怒り、2022年にはロシアによるウクライナ侵攻が始まった。プーチンは、数日程度でウクライナの首都キーウを掌握し傀儡政権を樹立するなどしてウクライナを思い通りにできると考えていたが、実際はそうはならなかった。ゼレンスキー大統領は、亡命せず、キーウに踏みとどまりウクライナ人の指揮をとりつづけた。ロシア人がウクライナ人にホロドモールで何をしてきたか、ソ連崩壊後に知ったウクライナ国民も、ゼレンスキー大統領と一致団結してロシアに立ち向かった。ウクライナ - ロシア 間の戦争により、ウクライナとロシア双方合わせて数十万人の人々が亡くなっただけでなく、自由主義諸国から兵器その他の軍事支援をせざるを得なくなり欧州諸国やアメリカ合衆国の国家財政が圧迫された。また20世紀にグローバリゼーションが進展した結果、世界のサプライチェーンが緊密に繋がっていたので、世界中でガソリン価格や小麦価格が高騰し経済がおかしくなったり、欧州への天然ガス供給が細ってしまい欧州の一般家庭の光熱費が急上昇し、たとえば欧州連合（EU）では電気代が5割上昇しイタリアでは3倍になり 家計が破綻しそうで苦しんだり、ウクライナからアフリカ向けの小麦の輸出が途絶えアフリカの庶民が飢えてしまうなど、人々の予想を越えて悪影響が広がった。そしてこの戦争は長期化した。
この戦争について「私が大統領なら1日で終結させる」や「24時間で終結させる」と豪語し、大統領選挙の公約のひとつのように挙げ続けていたドナルド・トランプは、2024年11月に再度当選し翌1月にアメリカ合衆国大統領に就任したが、実際には1日でこの戦争を終えさせることは全然できず、トランプ流のディール（取引）の手法でどのように仲介するのか世界が注目する中、トランプは強者（ロシア側）に擦り寄り弱者（ウクライナ側）への軍事協力を止めたうえに"滅びるぞ"と脅す手法で"仲介"し、乱暴な和平案を両者に飲ませようとしたが、両者から拒まれ、1日で終結どころか、当選から半年経つころにはいわゆる"お手上げ"状態に陥り、4月末にはトランプ自身が記者に対して、"24時間で終結させる"と言ったのはただの誇張、とか、冗談だったと皆知っている、と言う状態となり、この戦争に誰も和平の糸口が見いだせない状況が続いている。
- ウェルケラエの戦い、紀元前101年
- 遼陽会戦、1904年
- フィンランド内戦, 1918年。ヴァーサの広場に集まったイェーガー大隊。マンネルハイムが視察している。
- 第一次世界大戦の塹壕戦で殺されたイタリア軍兵士の遺体
- 珊瑚海海戦。炎上中の空母レキシントン。第二次世界大戦（1942年）
- 独ソ戦（第二次世界大戦）
- 広島市への原子爆弾投下
- 原爆投下後の広島の惨状
- ベトナム戦争（1955年 - 1975年）
- 湾岸戦争、砂漠の嵐作戦。アメリカ空軍のF-16A、F-15C、F-15E（1991年）
- 侵攻したロシア軍に対して塹壕から手榴弾を投げて闘うウクライナの兵士（2023年）

## 定義
戦争という概念は国際法上の概念と軍事上の概念では差異があるため、区別して用いなければならない。
軍事的な観点から、戦争は軍事力の実質的な戦闘行動が実行されている状態を指す。その軍事力の主体はしばしば国家であるが、法的な定義とは異なり、その実質的な能力を重視するため、国家ではなく武装勢力に対しても使用されている軍事力の規模によっては用いる場合がある。
米軍では、武力衝突のレベルを比較的危機の程度が低く平和維持活動や対テロリズム作戦などを展開する「紛争」と、比較的危機の程度が高く、大規模な武力行使を伴う戦闘作戦を展開する「戦争」とに区別している。また米軍は紛争を規模によって三段階に分類しており、その中の「高強度紛争」は伝統的な戦争のレベルに該当する。
国際法において、戦争の当事者は一般的に国家であると考えられており、伝統的な慣習国際法の観点からは宣戦布告によって始まり、講和によって終結するものであると考えられる。しかし、歴史上宣戦布告が行われず「実質戦争状態」に突入した事例が存在するため、現在ではこの形式は重要視されていない。また国家以外の武装集団間での武力衝突は紛争と呼ばれ、たとえば民族間であれば「民族紛争」と呼ばれる。
ただし、国家でない集団の対立にも「戦争」という語が用いられることはある。例えば、南北戦争において1861年にイギリスが南軍に対して交戦団体承認を行っている。以下に具体的な例を挙げる。
- 内戦の当事者は一国内における政府と反逆者（反政府勢力や、革命などにより新政権樹立を目指す勢力・政治団体等も含まれる）である。厳密には国際法上の「戦争」ではない。ただし、既存政府側による交戦者承認があれば国際法上の戦争法規が適用される。
- 独立戦争の当事者は全体としての国家と部分としての地域や植民地である。これは内戦の一種であるという見方と、独立しようとする勢力を暫定的に国家とみなして国家間の対立とする見方が可能である。ただし、現代においては国連憲章にも謳われている人民自決権の概念が国際社会の根本的な価値として認められたことからも、植民地支配及び外国による占領に対し並びに人種差別体制に対する武力紛争の場合は内戦（非国際武力紛争）ではなく国際的武力紛争として扱われる。これに伴い、国家間に適用される国際人道法ならびに戦争法規が適用されることになる。

歴史学関連では、戦争の定義を共有することは難しい。例えば、文化人類学の戦争の定義の一例は、組織があって命令（指揮）と服従の関係を持つ集団と集団との戦い。考古学では、考古資料にもとづいて認めることのできる多数の殺傷を伴いうる集団間の武力衝突としている。

## 歴史

### 太古の昔
猿人や原人の食人説が、オーストラリアの考古学者レイモンド・ダートによって1960年代まで繰り返し主張された。また、1930年代に北京原人食人説がドイツの人類学者フランツ・ワイデンライヒによって疑われた。しかし、世間では北京原人食人説はいよいよ有名になってしまった。これらのことから、猿人・原人の食べ合いが人類の歴史とともにあったと解釈し、広めたのがアメリカの作家ロバート・アードリーであった。さらに動物行動学を興してノーベル賞を受けたオーストリアのコンラート・ローレンツは『攻撃』という、人類の攻撃的本能を説いた。この本能説がさらに広がった。という説を立てている。
ただし、猿人の殺人・食人の疑いを考古学者ボブ・ブレインが示している。また、北京原人の食人説については、その後の研究で世界の人類学者が疑いを示している。

### 先史時代
文字記録が残っていない先史時代の戦争形態について文字で詳細に知ることはできないが、考古学者が発掘する遺物の中の、特に槍の先や弓の矢尻など武器の遺物や、武器で傷ついた骨などから先史時代の戦争について知ることができる。
狩猟採集時代の戦争
文化人類学者などがアフリカやオセアニアや中南米などに残る狩猟と採集で生活している部族のフィールドワーク研究として部族の集落に入り研究することがある。狩猟採集という生活形態は狩猟や採集の場所を変え住む場所を移動させることが可能なので、狩猟採集民は、周辺の狩猟採集民と狩場や採集場所が重なり競合するようになった場合は、基本的には新しい狩場や採集場所を探し住む場所を変えることで部族間の争いを避ける賢さを持っているが、それでも時として森の中など見通しがきかない場所などでの予期せぬ突発的な遭遇などをきっかけに若者など血気盛んな一部のメンバーが周辺狩猟採集民のメンバーと争いを起こしてしまうことがあり、不幸にも傷を負う者が出ると、後は復讐の心理に駆られ報復合戦のようになってしまい、やがて最初のきっかけが何だったか、最初に手を出したのはどちら側だったか思い出せないくらい長年の泥沼の戦いになることがある、と知られている。こうした観察により、狩猟採集時代にも周辺の部族と戦いは起きることがあっただろうと推察されている。
イラクのシャニダール洞窟に葬られた男性ネアンデルタール人は、5万年前に槍で傷を受けて死んだ人だった。殺人か事故かは分からないが、人が人を殺した最古の証拠である。
縄文時代の暴力による死亡率は1.8パーセントである。この結果は他地域の狩猟採集時代の死亡率、十数パーセントより低いという。
12,000 - 10,000年前頃（後期旧石器時代末）のナイル川上流にあるジェベル=サハバ117遺跡は墓地遺跡であるが、幼児から老人までの58体の遺体が埋葬されている。これらのうちの24体の頭・胸・背・腹のそばに116個もの石器（細石器）が残っていた。また骨に突き刺さった状況の石器も多い。この遺跡は農耕社会出現前の食料採集民の戦争の確実な例とされている。
農業開始後の戦争
一般に、人類は紀元前8000年ころ（あるいは紀元前9000年-1万年ころ）に中近東あたりで農業を開始したと言われている。農業が始まり、農地に自然界よりも豊富な実りが生じると、それを略奪されまいとして守ろうとするものと、略奪して楽をしてそ食料を得ようとする者の間で戦いが生じる。
農業は余力や分業を生み、弓や槍を作ることに専念する人が現れたので、弓や槍が大型化し威力が増し、殺傷能力が高くなった。

### 古代
ペルシア戦争ではペルシア軍とギリシア連合軍が激突し、ペルシア軍は昔ながらの騎兵と弓による戦術で戦ったのに対して、ギリシア軍は重装歩兵密集戦術で戦ったことで優位に立った。
古代ローマのローマ軍は、優れた戦術と組織力により、古代世界で数々の戦争に勝利して広大な領土を獲得しローマ帝国を築き上げた。ローマ軍は、訓練された兵士の効率的な運用、巧妙な戦略、先進的な軍事技術により支えられていた。ローマ軍は「マニプルス」や「コホルス」といった部隊編成を活用し、柔軟かつ効率的な戦闘を行った。戦術上の陣形として「テスタウド（亀甲陣）」や「クインクンクス（五つの点の配置）」を使い、敵の攻撃を防ぎながら前進することが可能だった。そのほか偵察や情報収集を重視し、戦場での状況判断に優れていた。

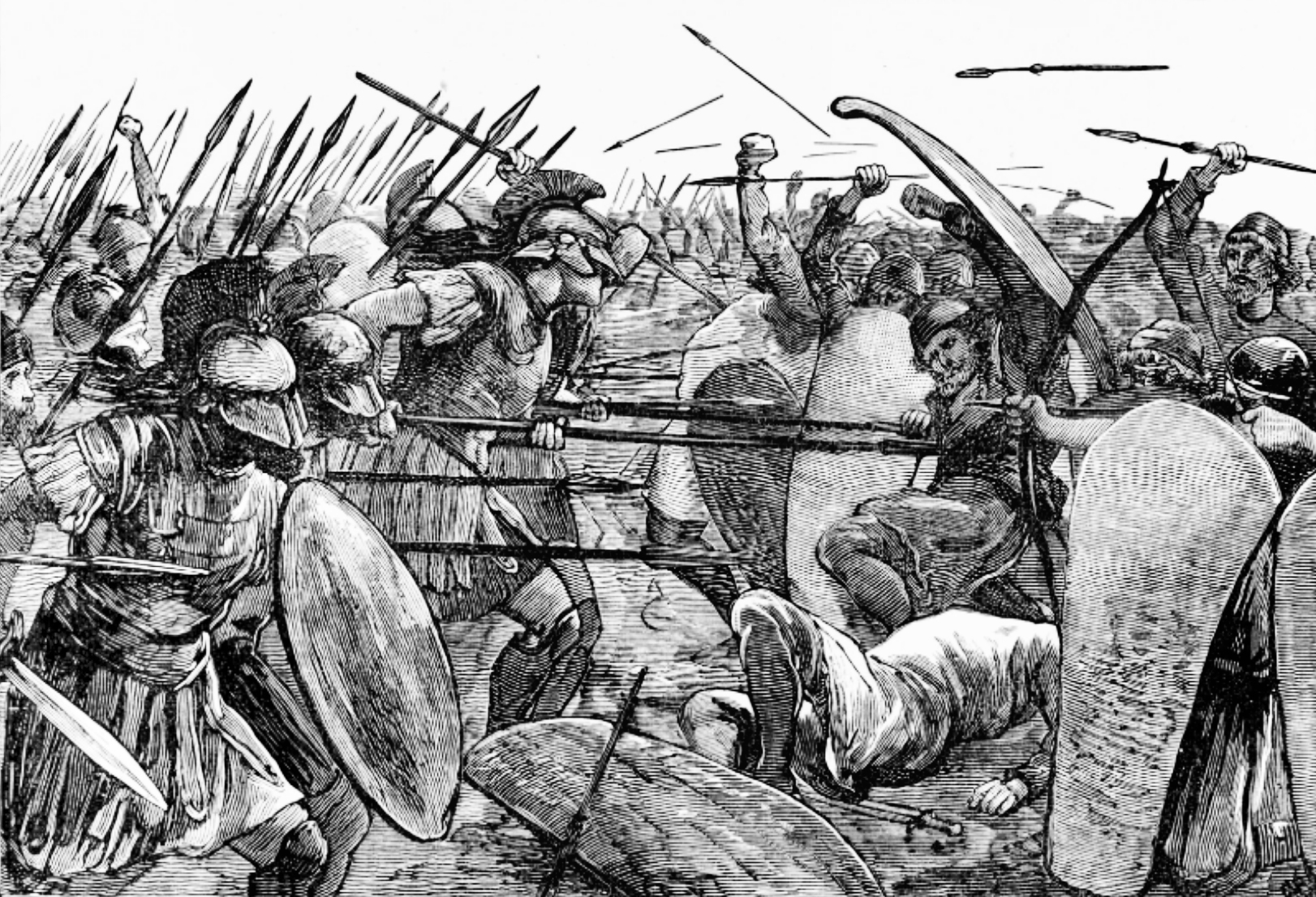
ペルシア戦争
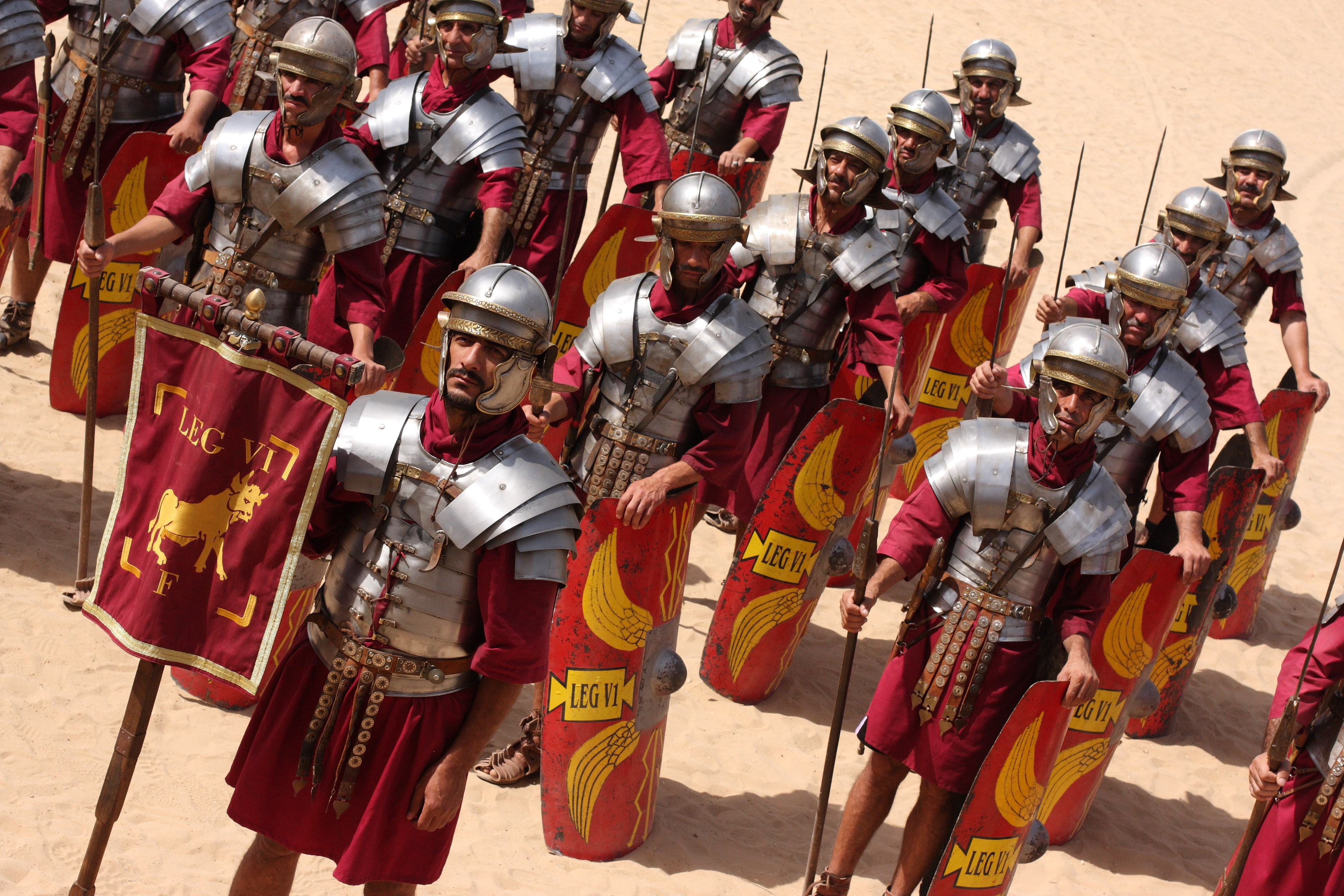
ローマ帝国軍（現代人による再現）
古代ローマのカエサルを描いた戦争画

### 中世のアジア
モンゴル人は乗馬技術に秀でており、チンギス・ハーン率いるモンゴル軍は、高度な騎馬戦術と組織力、および戦略的な欺瞞戦術を駆使して、ヨーロッパまで遠征を進めた。特に、ジェベとスブタイが率いる騎兵隊は、柔軟な移動と敵を欺く戦法で、ヨーロッパの連合軍を包囲し、大勝利をおさめ、世界帝国、モンゴル帝国を築いた。
モンゴル人は陸上の活動は得意とするものの海上の活動は苦手だった。日本への侵攻を計画したが、島国日本へは馬ではなく、苦手とする船で攻めざるをえなかった。日本の武士は果敢に応戦し国防の務めを果たしたものの、見慣れぬ戦法や見慣れぬ武器を前に苦戦し、多数の犠牲者を出した。モンゴル軍は2度日本に侵攻し、1回目の侵攻は文永の役（1274年）、2回目の侵攻は弘安の役（1281年）と言う。モンゴル軍はうかつにも日本の気候をよく調べもせず台風が起きうる季節に侵攻するミスを犯し、2回めの侵攻で多数の船からなる巨大船団で押しかけたものの台風による暴風と大波で湾内で沈没し自滅し、日本はからくも属国化される事態を免れた。

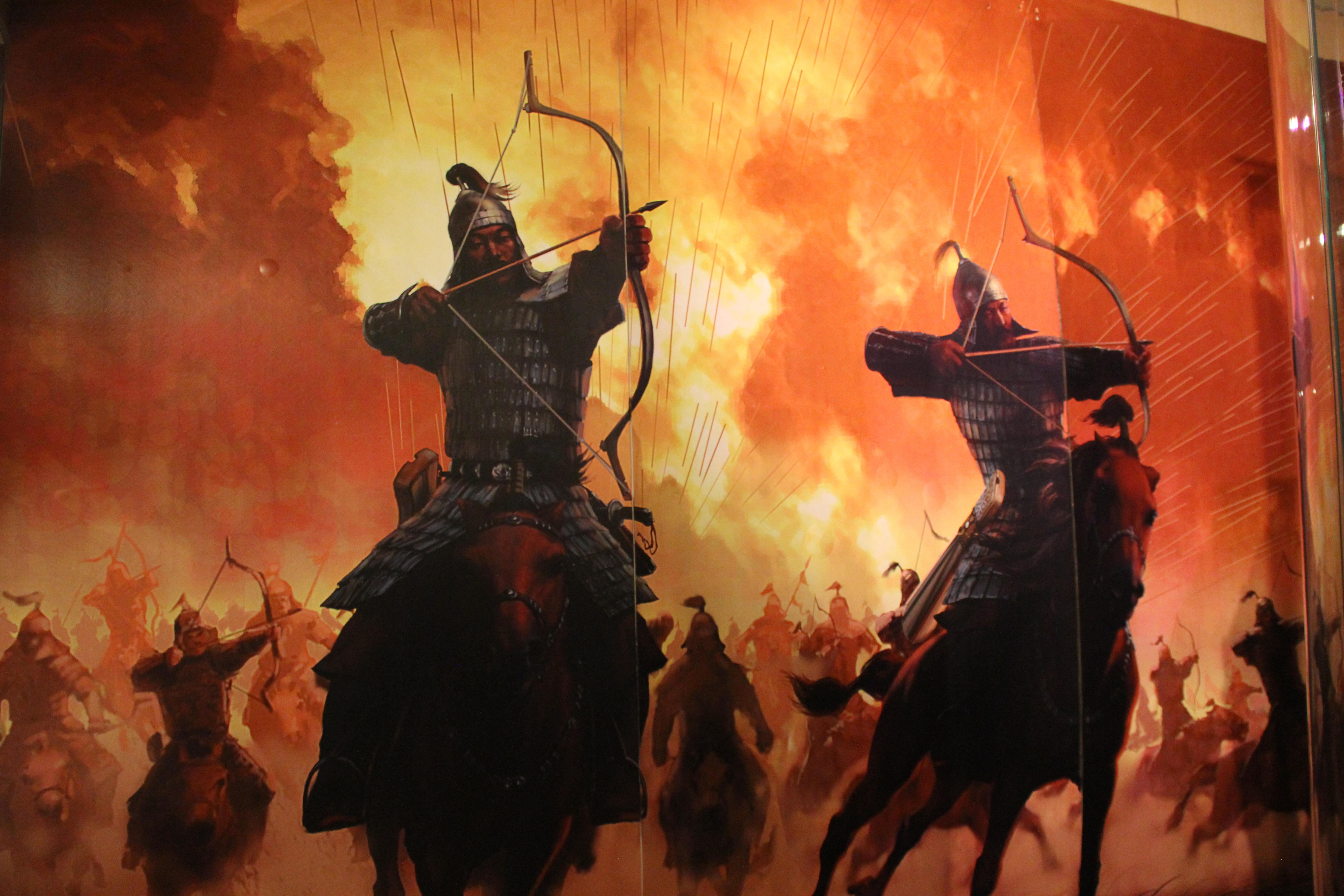
世界に侵攻したモンゴル軍。モンゴル国内のモンゴル博物館の展示品。
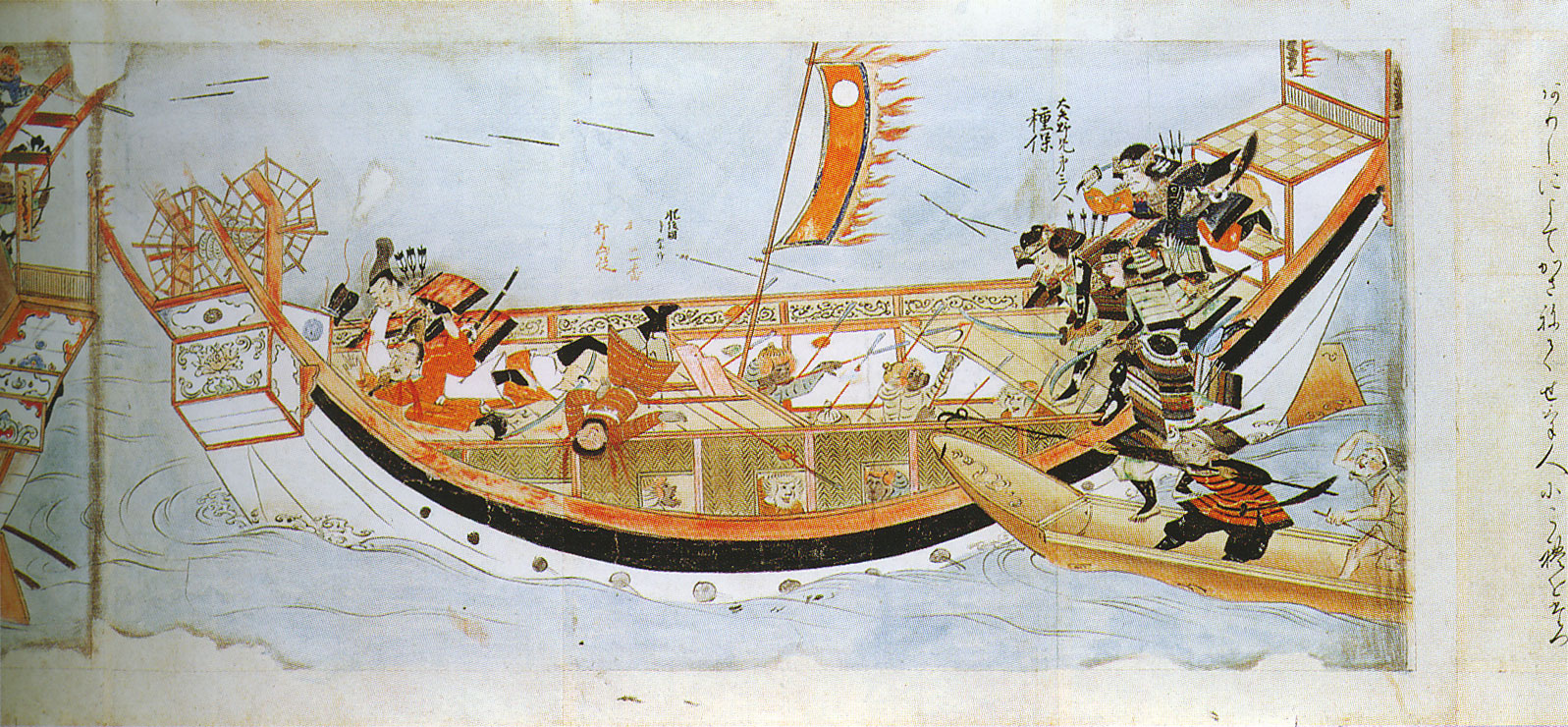
13世紀の日本への蒙古襲来。『蒙古襲来絵詞』から、元・高麗軍に白兵攻撃を仕掛ける日本軍。左端で首を取っている武士は竹崎季長

### 中世ヨーロッパ

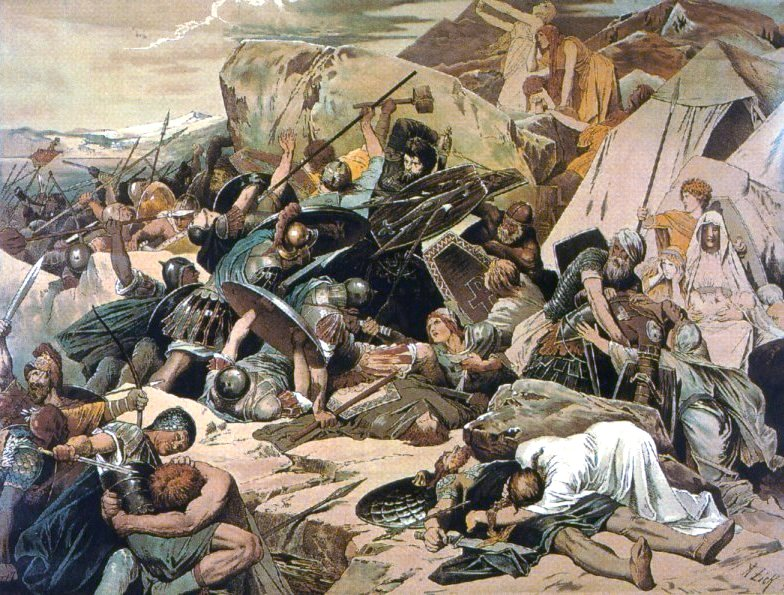
552年に起きた東ローマ帝国と東ゴート王国の戦い

古代、西ローマ帝国がゲルマンの同盟部族に戦力を提供させていたことにより諸部族に文化が伝播してゆき、フランク王国（欧州北西部）、西ゴート王国（イベリア半島）、ブルグント王国（欧州東部）などが成立していった。中世前期に成立した神聖ローマ帝国は8世紀から15世紀に至るまでイスラムの王朝とレコンキスタの戦いを行った。
中世盛期には、フランクとモンゴルの同盟を後ろ盾として、カトリック教会そのものが呼びかけて数次にわたる十字軍戦争も行われたが成果は乏しかった。また、西フランク王国はフランドルのブルッヘにハンザ同盟の在外商館や取引所を置き国際貿易を拡大させていたが、14世紀になるとフランス王国とイングランド王国とのあいだで百年戦争が争われた。この戦費の調達においてフランスはジェノヴァ共和国、イングランドはヴェネツィア共和国に戦債を引き受けさせている。
中世ヨーロッパにおいては儀式的な要素も根強く残っており、カトリック教会による世俗権力への政治的な統制は戦争の発生を抑制していた。ただし中世にも多くの軍人らが存在し、また技術的には甲冑を装備した騎兵が有力であったが、たとえばイギリスのプランタジネット朝とフランスのバロア朝による百年戦争は王位をめぐって長期間にわたってフランスにおいて行われたものの、フランス社会全体に作戦期間相応の壊滅的な被害をもたらすことはなく、断続的かつ散発的な戦闘が休戦を挟みながら行われていた。これは長期間にわたって大規模な戦力を維持することが当時の軍隊には能力的に困難であったことや、キリスト教世界としての政治的な団結を保持していたこと、また軍事技術の制約から作戦行動の長期化や大規模化が難しかったことなどが理由として挙げられる。戦争の恐怖はむしろ作戦部隊の兵站（物資の補給）業務が不在であり、また規律が不十分な兵士たちが自らの糧食を確保するために勝手に現地で略奪を行うため、現地住民はそのたびに被害を受けていた。
中世後期、イベリア半島のスペインは遠洋航海を可能とするキャラック船を発明し、15世紀初頭からポルトガルとともに大航海時代を齎し、アフリカ、インド、東南アジア、南アメリカに進出するが、こうした貿易船は海賊対策のため軍船としても発達し、スペイン帝国、ポルトガル海上帝国が形成される。1440年代には商人は日本にも到達し鉄砲を伝える。

### 近世ヨーロッパ
1453年、オスマン帝国が東ローマ帝国（ギリシャ）を滅亡させ地中海の制海権を獲得し、地中海の交易に高い関税がかかるようになる。1496年にイタリアを巡って起きたイタリア戦争は欧州のほとんどの国を巻き込み、のちの1557年にスペインとフランスが破産を宣言するに至って終結した。この戦争では軍事技術と戦術の大きな進歩があった。
一方、ハプスブルク家の神聖ローマ皇帝は1477年にヴァロワ・ブルゴーニュ家のネーデルラントを承継し、1516年にはスペイン王も兼ねるようになり、1528年にユトレヒトのカトリック司教領を没収し、1531年にはオスマンとの争いやイタリア戦争の戦費調達等のためブラバント公国にアントワープ証券取引所を設立し、ガレオン船の造船などにより経済や貿易を発達させた。欧州の各国も、これに倣って証券取引所を設立した。
1534年にイギリス国教会がカトリック教会から離脱しプロテスタントの思想が広まり始め、この流れから宗教改革が進行してゆき、フランスはユグノー戦争に入り、神聖ローマ帝国ではネーデルラント17州フランドルのオランダ人蜂起により八十年戦争が勃発し、またさらに英西戦争が始まる。スペイン・ハプスブルグ家は1580年にポルトガルを承継するが、プロテスタント勢力が支配的になったネーデルラント北部はハプスブルクから独立した形になり、1602年にアムステルダム証券取引所とオランダ東インド会社を設立して植民地を拡大し、オランダ海上帝国を形成していく。また同時にオランダ・ポルトガル戦争も始まる。
欧州の八十年戦争は、1648年のヴェストファーレン条約により北部のネーデルラント連邦共和国が正式に独立したことにより終結したが、1651年からは4次に渡る英蘭戦争が生じ1784年まで続いた。神聖同盟はオスマントルコと大トルコ戦争も争い、その後はハプスブルク帝国内における継承戦争もあった。こうした中で戦列艦が発達した。
これらの戦争と並行して、フランスやイングランドがアジアやアメリカ大陸に植民を行ったが、北アメリカでは16世紀から18世紀にかけて、植民地の造営を巡りインディアン戦争やフレンチ・インディアン戦争、アメリカ独立戦争が生じた。

### 戦争の近代化

ナポレオン戦争における1812年ロシア戦役

帝国主義に基づく植民地支配は富の集積を実現し、英国は産業革命を実現できた。それによって工業の発達が軍艦や銃器の性能を引き上げた。軍事技術の発達は戦争の形態を大きく変化させる。グスタフ2世アドルフ (スウェーデン王)は軍事改革の中で常備軍の制度を確立し、その後の戦争のあり方を基礎付けた。また計画的な兵站や規律を保つための軍事教育などもこのころに整備され、各国で同様の制度が採用されるようになる。特に歩兵の重要性が小銃の開発により高まったことは、完璧な陣形や規律正しさを軍隊の各兵員に求めることになる。また火砲の登場により砲兵という兵科が確立されたのもこの時代であり、戦略や戦術、軍事土木工学などの分野も大きな前進を見る。近代化が、さらなる戦争の拡大につながると考える人が、非常に多数派である。
アメリカ大陸では19世紀前半には米英戦争、19世紀後半には米墨戦争、南北戦争、米西戦争、米比戦争があった。

### ナポレオン戦争
フランスで起こったフランス革命が国民国家の体制をもたらして中央集権に基づく徴兵制によって、軍隊の大規模化を可能とした。そしてナポレオン・ボナパルトはこれまでの戦略・作戦・戦術の抜本的な合理化を行う改革に取り組み、国家総力戦の体制の原型を整えた。さらに銃器・火砲などの兵器の発展が被害者数を甚大なものとし、ナポレオンはこのような高度な軍事力を運用して殲滅戦を行い、ナポレオン戦争においてはヨーロッパ大陸のほとんどを支配するに至った。このナポレオンの戦争指導はアメリカ南北戦争やその後の軍事研究に大きな影響を残す。

### 世界大戦

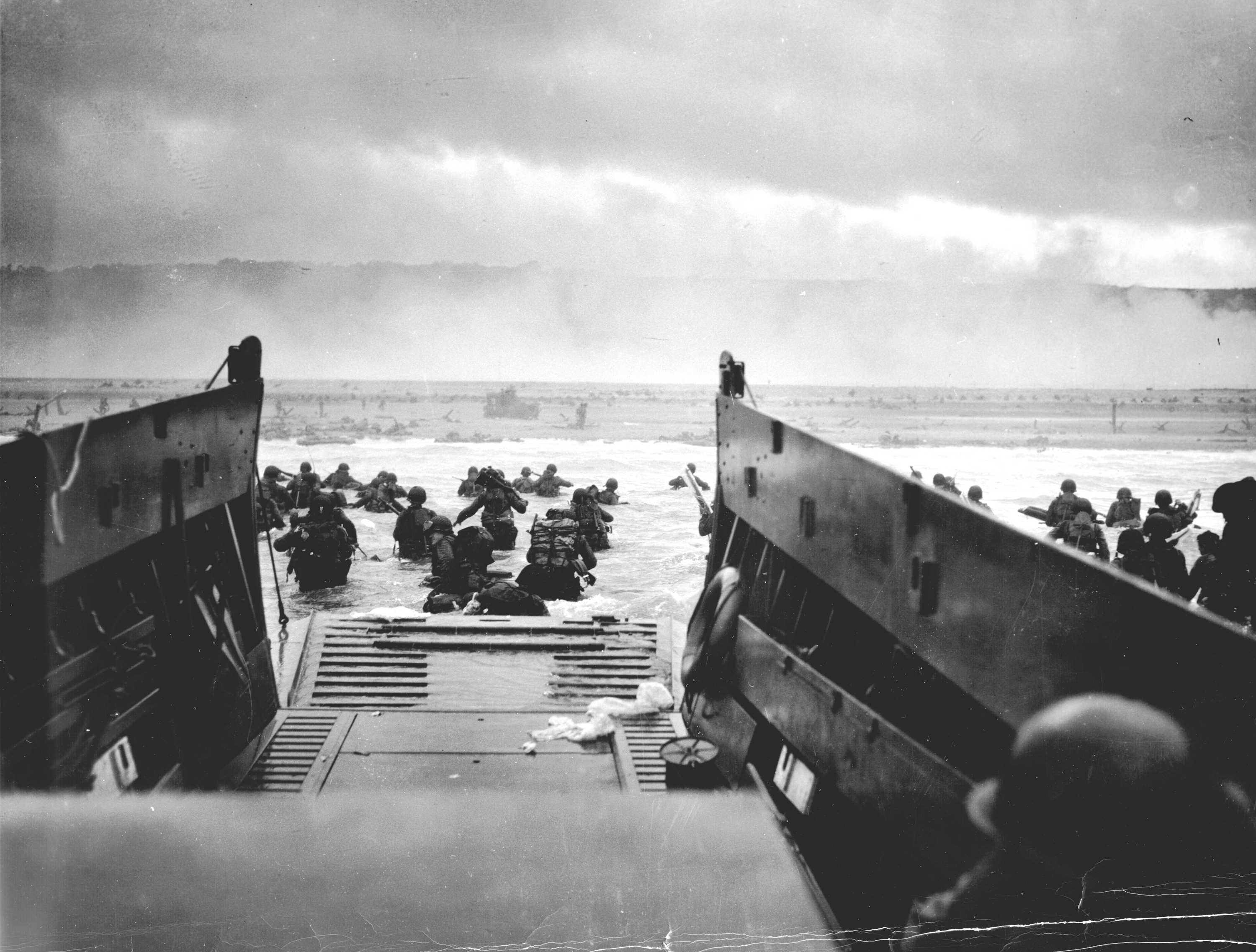
ノルマンディー上陸作戦

第一次世界大戦や第二次世界大戦では戦争はただの武力戦ではなくなり、国家がその経済力・技術力などの国力を総動員し、非常に多大な消費が長期間にわたるという新しい戦争の形態である国家総力戦が発生した。その戦争形態を維持する必要性から「国家総力戦体制」と呼ばれる戦時体制が出現することになる。
第一次世界大戦はナポレオン的な攻撃による短期決戦を目指して、両勢力が約200万という大兵力を動員したものの、塹壕と機関銃による防衛線を突破することができず、戦争の長期化と大規模化が決定付けられた。結果的にはこのような大戦争によりもたらされる経済的または心理的な損害により、各国は深刻な社会的混乱や政治的な打撃を被った。このような戦争を繰り返さないためにも国際連盟を通じた戦争の抑制が企図されたがアメリカは参加せず、またドイツは莫大な賠償金により経済的な打撃を受ける。第二次世界大戦においては再び大規模な戦争が繰り返され、この大戦ではせん滅的な長期戦に展開して一次世界大戦の二倍の戦死者が出た。また航空機の発達によって航空作戦が実施されるようになり、航空機による戦略爆撃は戦闘員だけでなく民間人にも多数の被害者が出ることとなり、政治的または経済的な混乱が長期間にわたって続いた。

### 冷戦期
世界大戦の反省から国際連合などの国際機関が発展して戦争の抑制が図られるものの、アメリカとソビエトの台頭、さらに大量破壊兵器の登場によって核兵器やミサイルによる核戦争の可能性を生み出した。また現代的な軍事技術の開発が躍進的に進んだことから現代の戦争の勝敗は科学技術の開発に大きく左右されるようになっている。しかし同時に従来の正規軍による軍事作戦とは異なる革命または反乱という“非対称の戦争”が行われるようになり不正規戦争と呼ばれるようになる。核戦争へと発展しないように限定的かつ段階的な軍事力が行使される戦争として限定戦争（朝鮮戦争、ベトナム戦争、ソ連によるアフガン侵攻など）が行われるに至っている。

### 冷戦後

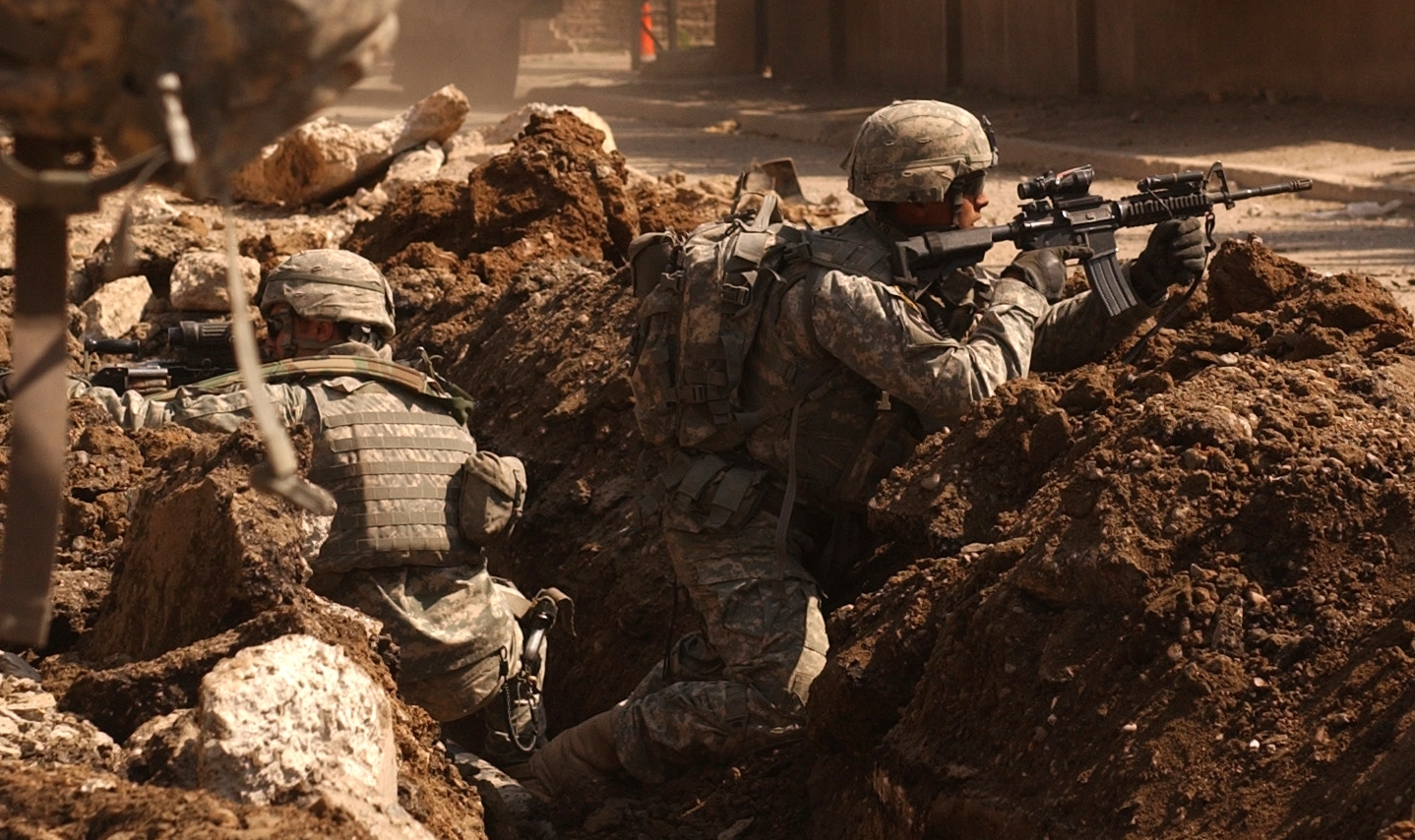
イラク戦争における米軍

冷戦後はイデオロギーの対立というよりも民族・宗教の対立による内戦が世界各地で勃発するようになり、形態はかつての伝統的な戦争よりも複雑多様化している（ボスニア紛争など）。特にイスラム原理主義や民族主義によるテロが先進国を悩ませ、それに対する報復戦争や内戦が起きる事態となっている（アメリカによるアフガン侵攻、イラク戦争、チェチェン紛争など）。
2つの世界大戦以後から冷戦期にかけて、領土の占有を最終目的とする形態の戦争は減少し、特に冷戦後は、政治体制や宗教体制を自陣の望むものとするための戦争や紛争が主体となっている。
2020年から2021年にかけて、インドと中華人民共和国の両国兵士がヒマラヤの国境付近で戦闘状態に陥ったが、核兵器を持ち合う両国は戦闘を戦争レベルに発展させないために、あえて火器を使用せずにクギを打った棒や素手で攻撃をするものとなった。数十人単位の死者が出るという穏やかなものではなかったが、新たな戦争の形態や抑止の在り方を示唆するものとなった。
2022年2月24日、ロシアによるウクライナ侵攻が行われ、ロシアの領土拡大を目的とした本格的な侵略戦争が勃発した。20世紀に起きた2度の世界大戦の反省を踏まえて、国際協調が進められていた21世紀においては珍しい形態の戦争であり、国際社会の秩序を大きく揺るがす事態となった。SNS時代の到来により、SNSでもリアルタイムに戦況が報じられるようになった。

## 分類
戦争の類型に関しては、時代や戦術・戦略の変化に伴って多様化しており、また観察する視点によってもさまざまな見方ができるため、断定的に行うことは難しい。

### 規模による分類
- 総力戦とは国家の軍事力の増強に人的物的資源の全てを投入する形態の戦争であり、第二次世界大戦がこの代表例である。全面戦争とも言う。
- 限定戦争とは全面的な戦争を避け、外交手段や限定的な軍事力を用いることによって政治目的を達成する戦争の形態である。局地戦、制限戦争とも言う。

### 期間による分類
- 長期戦とは長期間にわたって行われる戦争である。作戦戦略的に両者が防勢または一方が防勢に出ている状態である場合が多く、戦術的には陣地防御や後退行動に出ている場合が多い。歴史に見れば、第一次世界大戦、日中戦争は典型的な長期戦であった。
- 短期戦とは短期間にわたって行われる戦争である。作戦戦略的に両者が攻勢に出ている状態である場合が多く、戦術的には機動攻撃に出ている場合が多い。実際には発生していないが、核戦争が勃発すれば短期戦となると考えられている。

期間による分類
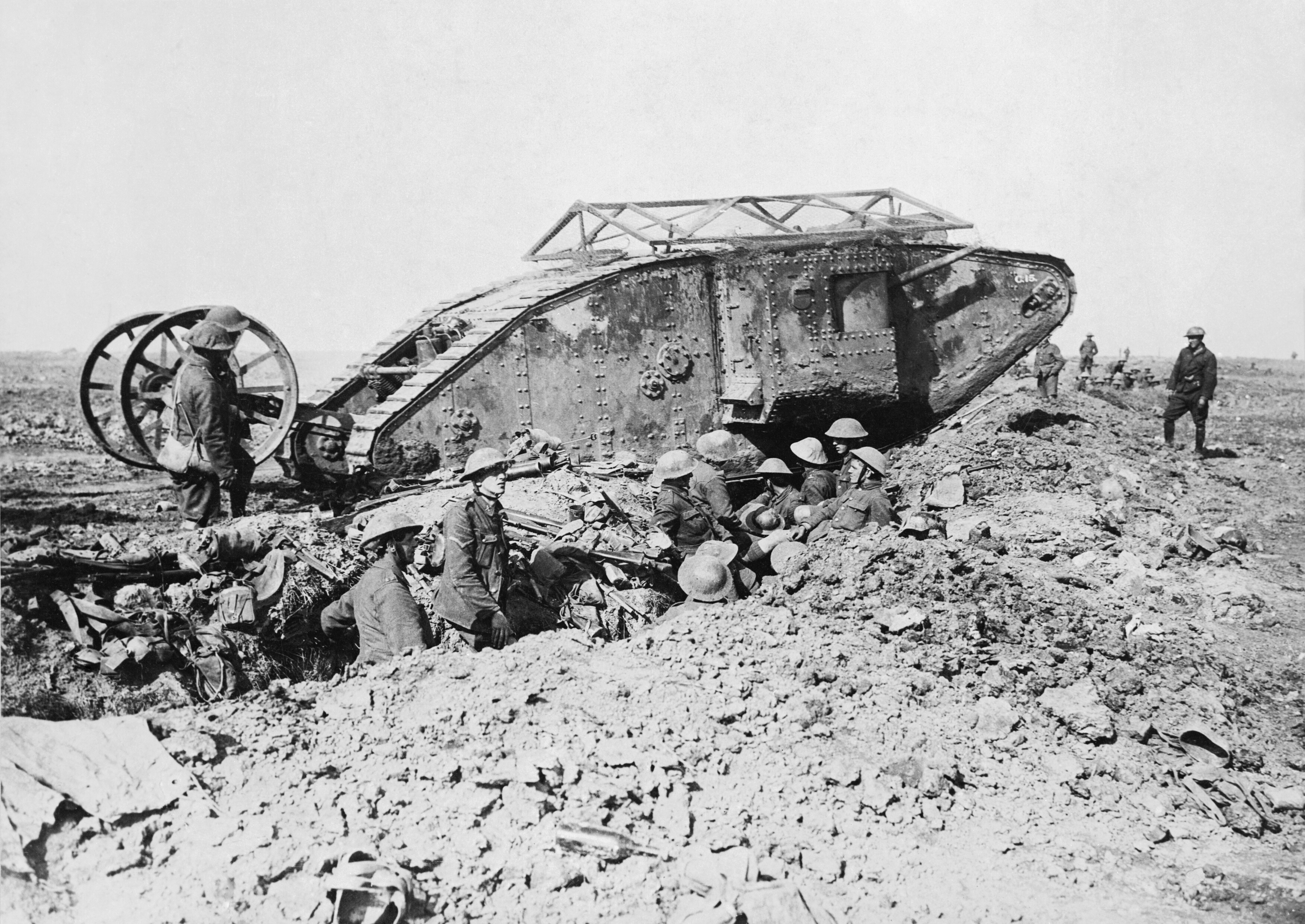
第一次世界大戦、ソンムの戦いに展開するマークI戦車「雄型」（1916年）
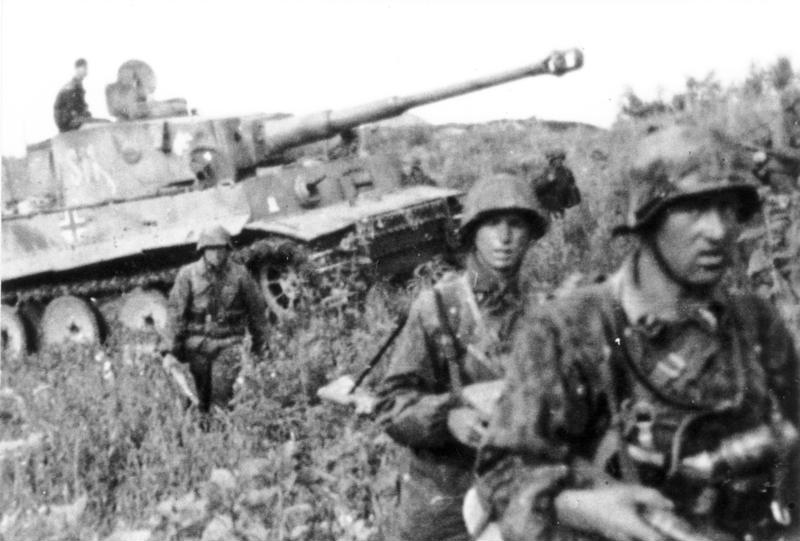
第二次世界大戦、ティーガーI戦車を伴った『ダス・ライヒ』装甲擲弾兵師団の兵士（1943年）
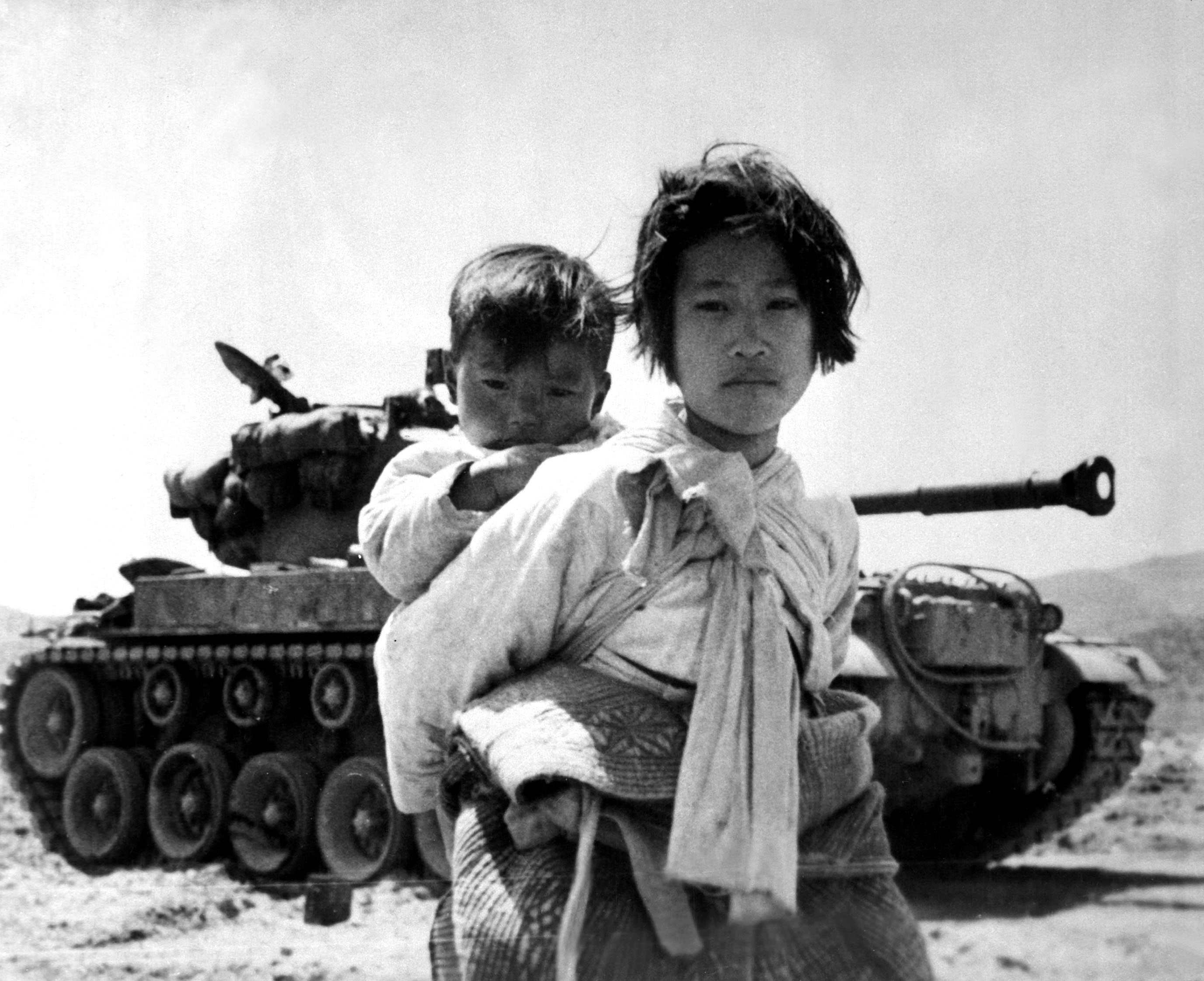
朝鮮戦争、弟を背負ってM46戦車の前を行く避難民の少女（1950年 - 1953年）
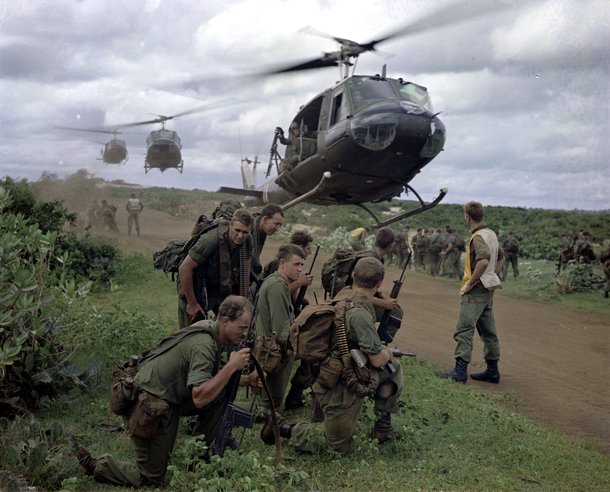
ベトナム戦争、米軍ヘリコプターの着陸を待つオーストラリア陸軍兵士（1967年）

### 戦法による分類
- 殲滅戦とは短期間において敵戦力の徹底的な撃滅を目指して行う戦い方、またはその戦いを言うものであり、核兵器を用いない限りこれは局地の戦闘においてのみ適用され、戦争全体を言うことは厳密にはできない。
- 消耗戦とは長期間において敵戦力を徐々に減殺することを目指して行う戦い方、またはその戦いである。現実の戦争では遅滞作戦などで消耗戦となることが多い。

### 正規性による分類
- 正規戦とは国家間で遂行される伝統的な戦争の形態であり、近代に特に多く見られる形態の戦争である。堂々と部隊を戦闘展開し、攻撃と防御を行って勝敗を競うものであり、第一次世界大戦や第二次世界大戦がその代表例である。ただし、戦争の違法化や世界の複雑化などに伴い国家が正規戦を遂行するには莫大なコストと膨大な犠牲が伴うようになったため、現代においてこの形態の戦争はフォークランド紛争が挙げられる程度で、国家間が直接衝突する戦争は非常に少なくなっていたが、2022年にはロシアがウクライナに侵攻し、フォークランド紛争を遥かに上回る大規模な全面戦争が勃発している。
- 不正規戦とは、伝統的な国家間の戦争ではなく、非国家の武装勢力と国家の軍隊という非対称的な構図の元に行われる争いのことであり、近年この形態の戦争が増加しつつある。主にテロやゲリラ戦が展開され、長期化する傾向にあることが特徴と言える。ベトナム戦争やチェチェン紛争、アフガニスタン紛争 (2001年-2021年)などが例として挙げられる。
- 双方による宣戦布告なしになし崩し的に大規模な戦闘に発展した満州事変、日中戦争（当時は「支那事変」と呼ばれた）はいずれの範疇に入るか微妙である。

### 強度による分類
- 高強度紛争または戦争とは国家間による軍事力の行使であり、伝統的な戦争の形態である。
- 中強度紛争または紛争とは武装勢力同士の武力衝突、もしくは国家間の比較的小規模な武力衝突などを指す。国際法においては厳密な意味において、国家が主体となる戦争よりも包括的な概念である。また米軍においては全面的な戦争と、平時における混乱の中間段階だと認識されている。内戦も代理戦争とならない限り、しばしばこれに分類される。
  - 内戦は諸勢力が一国内において争う形態の戦争である。反政府運動や独立運動、反乱などが含まれ、国民は能動的、組織的に政府軍に対する作戦行動をとる。フランス革命や国共内戦やズールー戦争などが挙げられる。大規模化することは少ないが、現代における戦争のほとんどが内戦の形態である。
- 低強度紛争は国内の混乱から中強度紛争までの過程を指す。組織的なテロや謀略戦、反乱活動、恐怖政治などがこれにあたる。
  - 恐怖政治とは国家が国民に対して行う武力を積極的に用いる政治であり、反政府の武装勢力が組織化されていない場合は、内乱の形態と非常に類似している。概ね国民は戦争自体を望んでいるわけではなく、組織的な作戦行動も限定的である。近代以降、国家の制度的、法律的な中央集権化が急速に進み、恐怖政治はより一層高度化することが可能となった。恐怖政治においては、通常の戦争よりも遥かに虐殺的な攻撃が政府によって行われる。スターリンや中国共産党などは恐怖政治を行った代表格として考えられている。

内戦
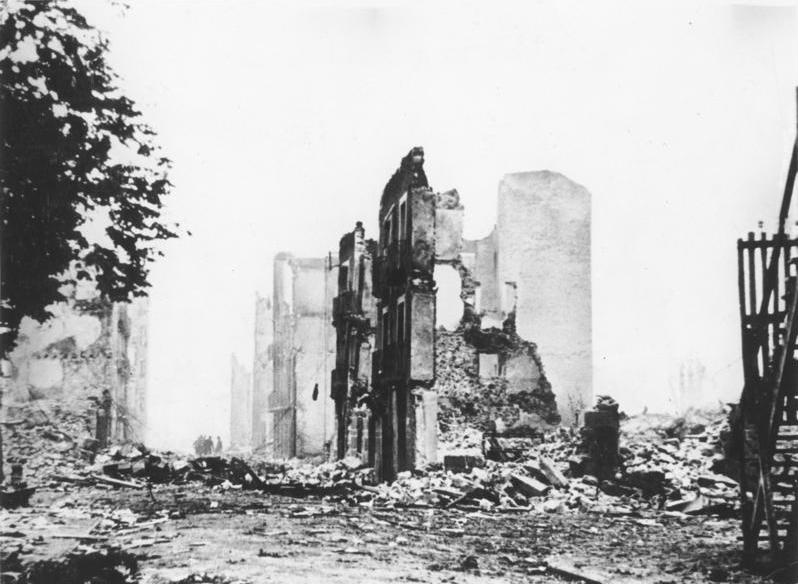
スペイン内戦（1937年）
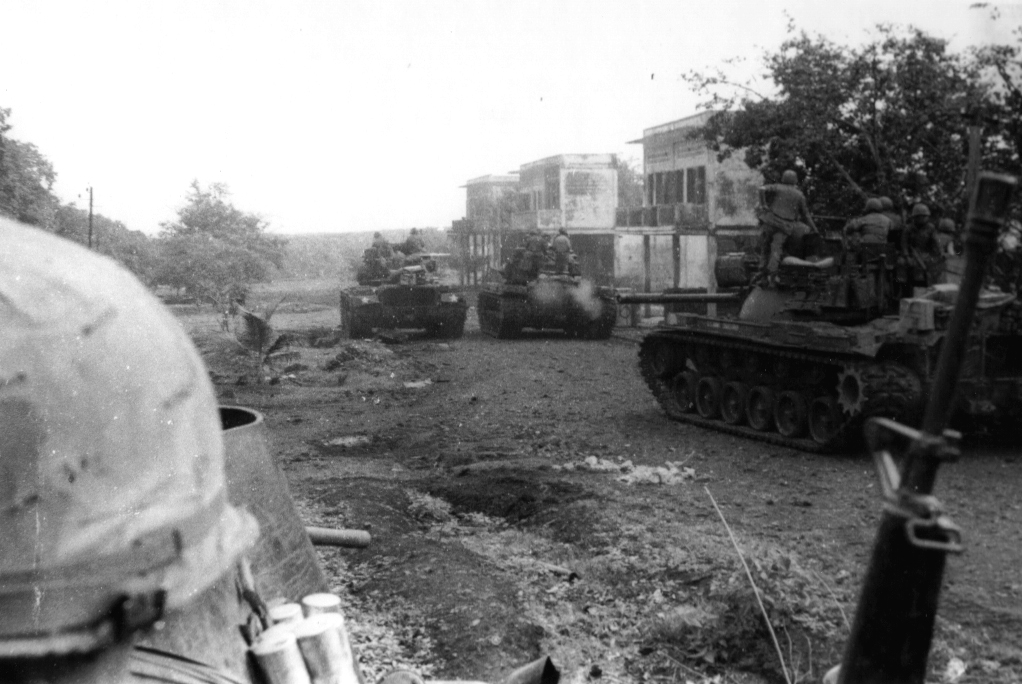
カンボジア内戦（1970年）
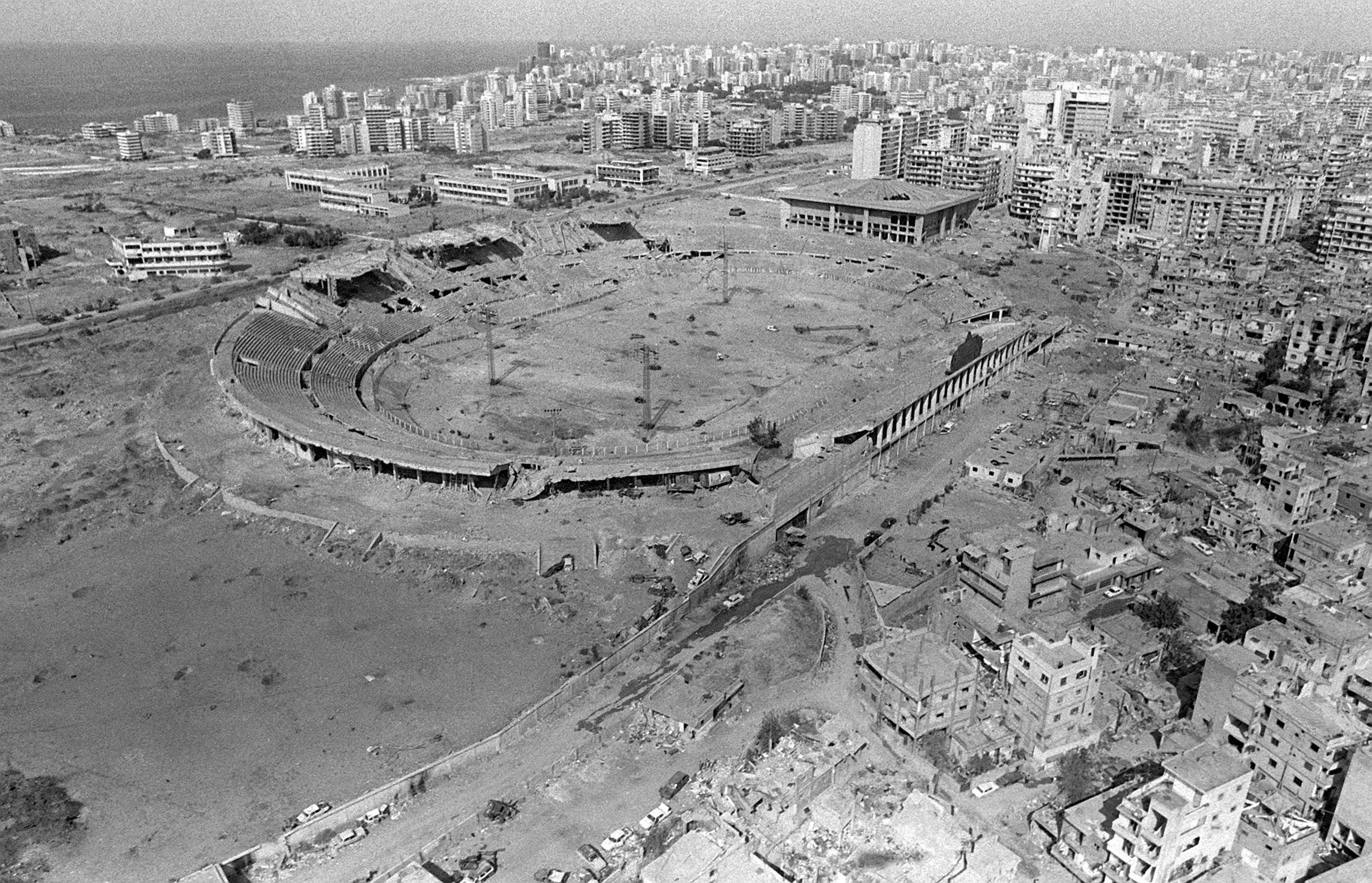
レバノン内戦（1982年）

### 手段による分類

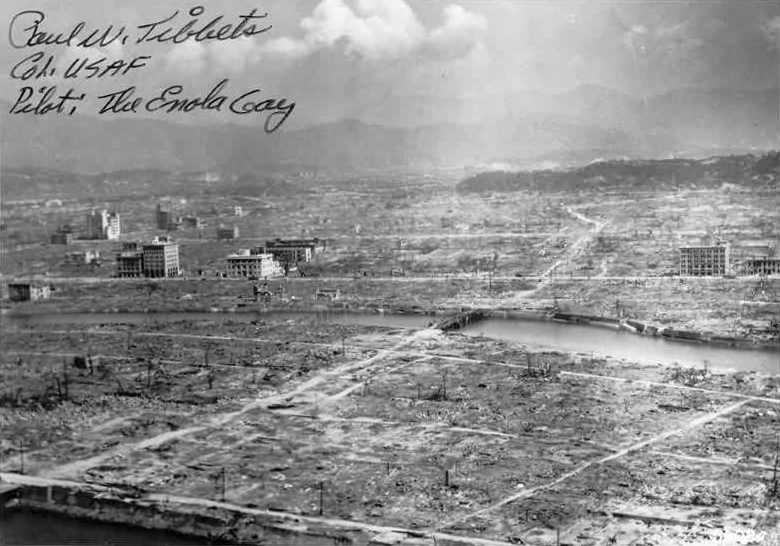
核戦争。核兵器を使用した戦争・広島市（1945年）

- 核戦争とは、核兵器を主要な兵器として用いた戦争の形態であり、冷戦期においては米ソが核兵器やミサイルの技術開発や軍拡を積極的に行い、核戦争に備えていた。対義語として非核戦争がある。冷戦体制がなくなったため、勃発の危険性は低下したと考えられているが、現在でも核兵器は完全に撤廃されているわけではない（核戦争を参照）。
- 大量破壊兵器とは、人間を大量に殺傷すること、または人工構造物（建造物や船など）に対して多大な破壊をもたらすことが可能な兵器のことを指す。
- 非対称戦争とは、交戦主体間の軍事技術に大きな開きがある戦争である。典型例としては大航海時代におけるヨーロッパの軍隊と新大陸やアフリカの原住民との戦争が挙げられる。現代の先進国と開発途上国との戦争が非対称戦争と言えるかについては議論がある。
- サイバー戦争
- 化学戦争（化学兵器）
- 生物戦争（生物兵器）
- 放射能戦争（放射能兵器）
- 宇宙戦争
- 電子戦
- 航空戦（航空作戦）
- 陸戦
- 海戦

手段による分類
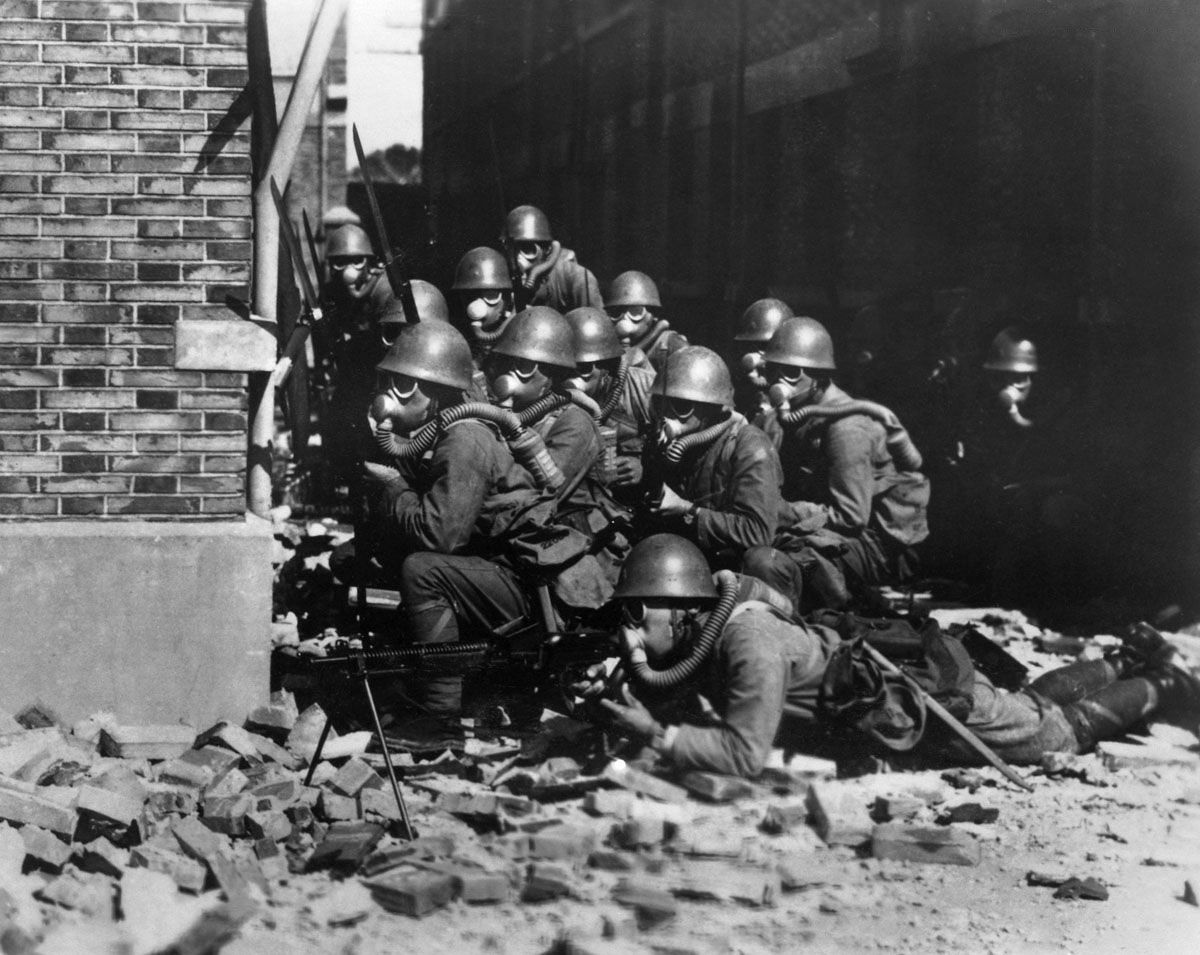
化学戦争。化学兵器、 サムネイル、日中戦争にて、防毒マスクを着けて突撃命令を待つ日本海軍陸戦隊（1937年）
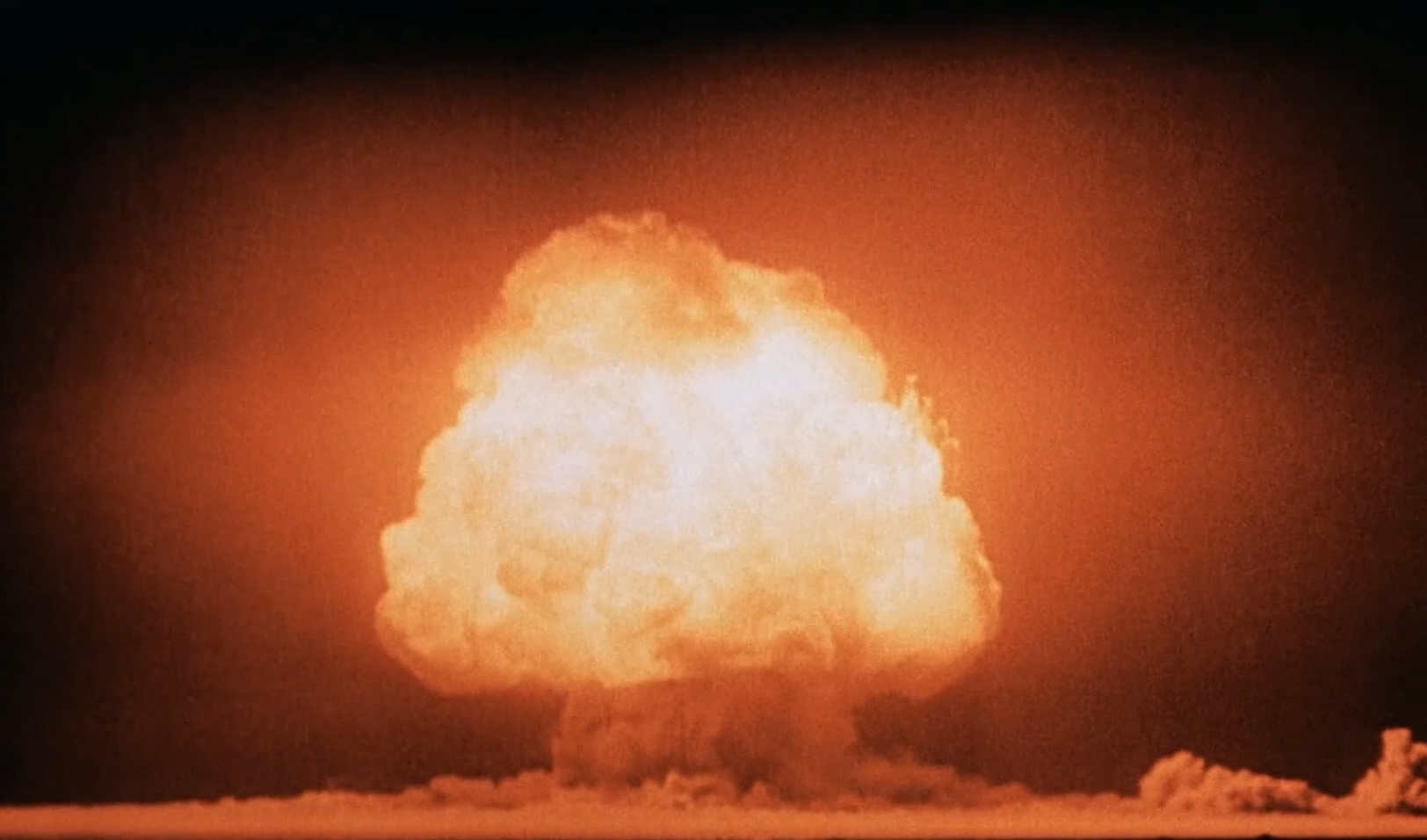
核戦争。トリニティ実験での核爆発 （1945年）
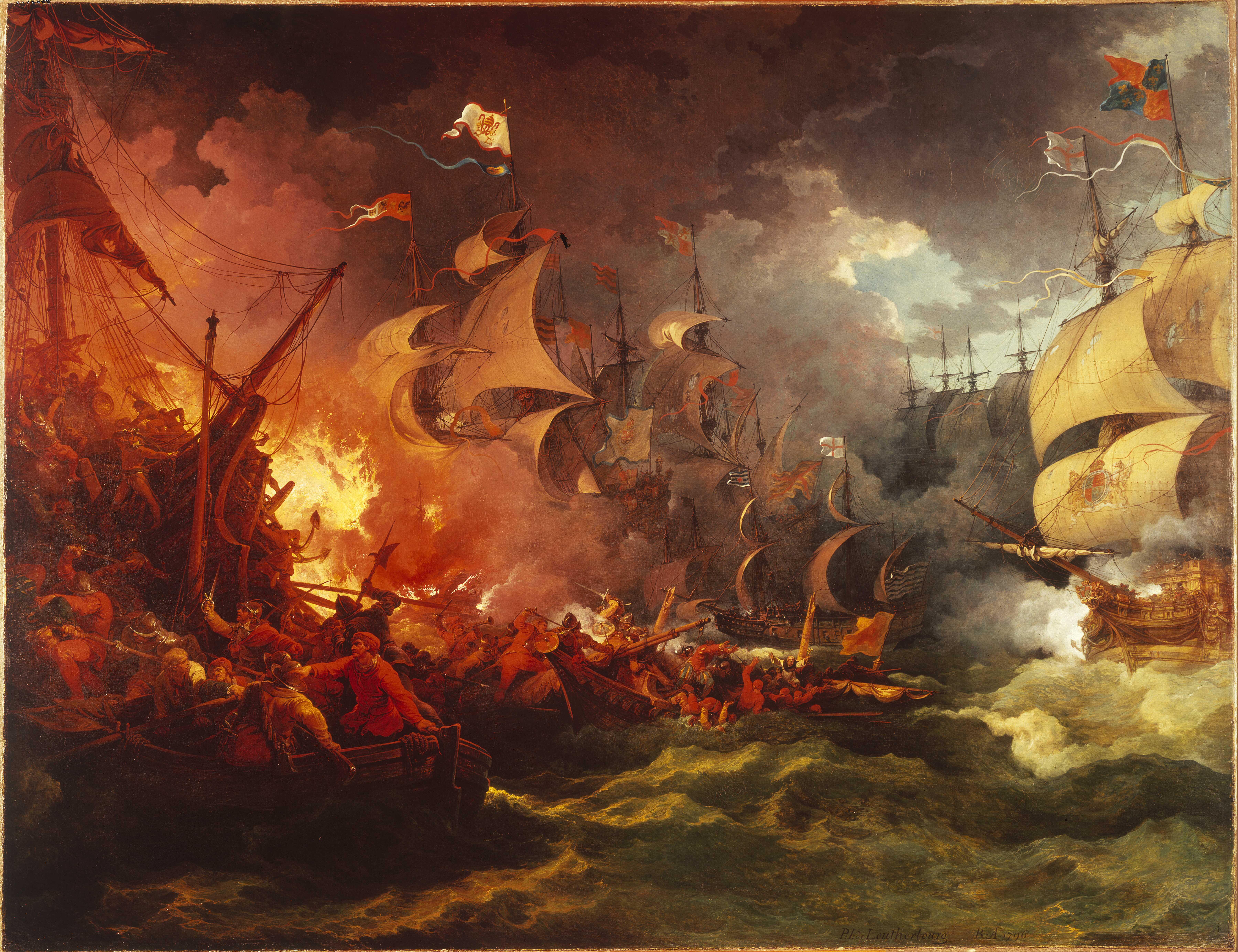
海戦。アルマダの海戦を描いた『無敵艦隊の敗北』（1797年）
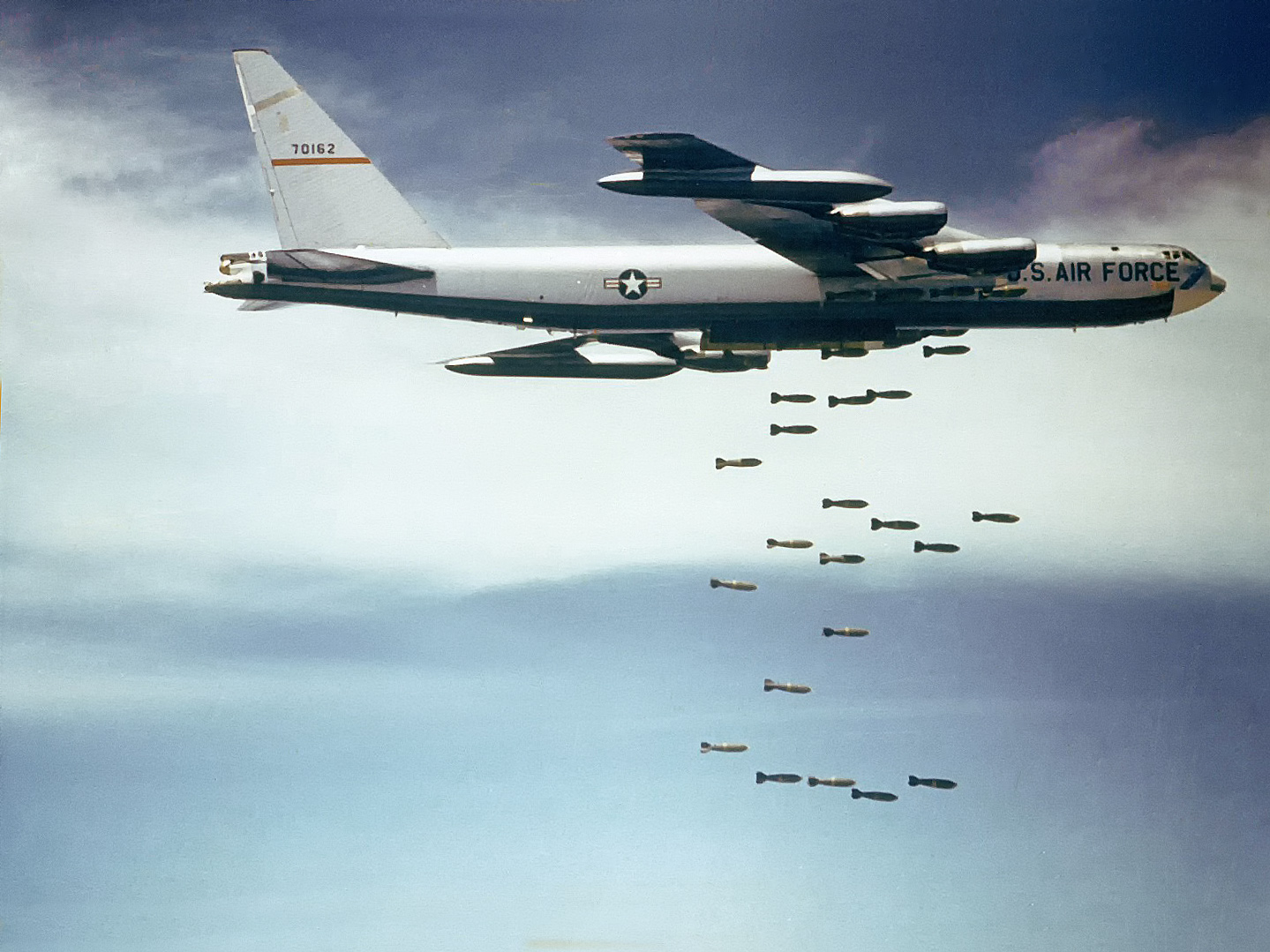
航空戦。爆弾を投下するB-52F（1960年代）
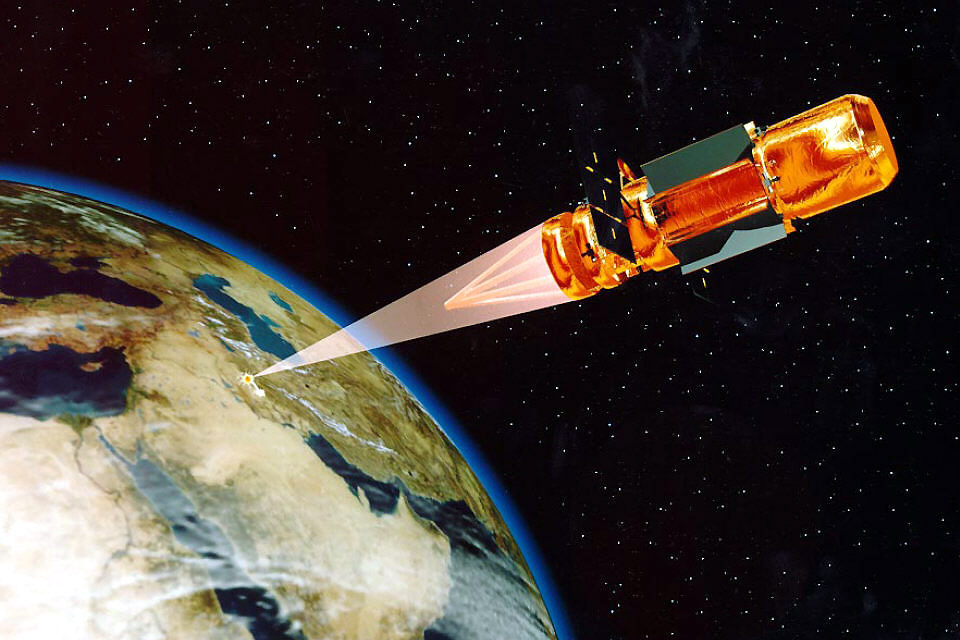
宇宙戦争。宇宙レーザーコンセプト
サイバー戦争。ウイルス「シャムーン（Shamoon）」2012年

### 目的による分類
- 侵略戦争は敵の領土に侵攻し、積極的に敵を求めてこれを攻撃、獲得した都市、領域を占領する攻勢作戦の方式をとった戦争である。戦術的には機動攻撃を行い、獲得した地域や拠点はこれを占領する。
- 防衛戦争は侵略してくる敵に対してこれを破砕し、自らの領土や財産などを守るための防勢作戦の方式をとった戦争である。戦術的には各種防御を行い、進攻する敵を排除する。

- 宗教戦争とは主に宗教的（理念的）な組織による戦争である。熱狂的な信仰者はしばしば確信的な動機を持つため、政治的な外交交渉による解決が不可能な場合がある。また殉教の思想が戦闘員に普及している場合は、より積極的、好戦的になる傾向があるため、敵対勢力に対する攻撃が無差別テロなどに結びつく危険性がある。

　※「自衛戦争」「予防戦争」「制裁戦争」などと類別されることもあるが、これには当事者の主観の入り込む余地が大きく、客観性に欠ける分類になる傾向がある。
- 覇権戦争とは世界の覇権を制している覇権国家に対して、覇権を取ろうとすることによって起きる戦争である。[30]覇権戦争をするのは大国同士であることが多いため、戦争の規模は大きくなりやすい。現在では米中の覇権戦争が繰り広げられているが、どちらも核武装しており武力を使うと被害が少しではすまないと分かっているため、経済戦争が起きている。

### 歴史による分類
フランスの歴史学者ジョルジュ・カステランによると、戦争は歴史的な観点から以下のように分類される。
人類黎明期の戦争
- 部族または種族社会の戦争
- 地域国家時代の戦争
- 都市国家時代の戦争
- 古代帝国時代の戦争
- 中世の戦争
- 前期近代の戦争（宗教戦争、民族主義戦争、植民地戦争など）
- 後期近代の戦争（第一次世界大戦までの戦争、第二次世界大戦間での戦争）

## 戦争の本性
戦争にどのように勝利するのかではなく、戦争とは何なのかという問題を考察するためには戦争の内部の構造がどのようになっており、どのような原理が認められるのかを明らかにすることが必要である。古代の戦争学的な論考に、哲学者プラトンの『国家』があり、その中で哲学者ソクラテスはさまざまな領域の職人、専門家によって構成された自足的な国家を想定しているが、国家が成立したとしても人間の欲求は際限なく拡大し続けるために、自足する以上の資源を求めて他の共同体に対して戦争が発生すると論じている。これは戦争の根本を国家に求める見方であり、実際に軍事史においても国家は戦争の主要な行為主体であった。しかし、これは戦争の限定された本質を明らかにしているに過ぎない。戦争がランダムに起こったわけではないことは留意すべきだから、親社会的な行動などが戦争を防ぐのに役立つかどうかは、やはり興味があるところである。

### 闘争
そもそも戦争が成り立つ以前に、人間がなぜ対立するのかという問題がある。社会学者ヴェーバーの『社会学の根本概念』によれば、ある主体が相手の抵抗を排除してでも自分自身の意志を達成しようとする意図に方向付けられた社会的関係が闘争であると定義する。またこの闘争は物理的暴力に基づいた闘争や闘争手段を非暴力的なものに限定した平和的な闘争に分類できる。このような闘争が社会の中で発生する根本的な理由について政治思想家ホッブズは『リヴァイアサン』において国家や政治団体が存在しない自然状態を想定している。つまり各個人がそれぞれ等しく自己保存の法則に従って生活資源を獲得するため、また敵の攻撃を予防するために、結果として万人の万人に対する闘争が生じることになる。闘争において常に暴力が使用されるとは限らない。暴力によって相手を抹消しなくとも、交渉や協力によって争点を解決することは原理的に不可能ではない。しかし経済学者マルサスが『人口論』で述べているように、人口は生活手段の分量を超えて常に増大されるため、その過剰人口の出現は疫病、飢餓、戦争などの積極的制限によって調整されるために闘争は流血の事態にまで発展することになる。なぜなら生存が脅かされる事態は人間にとって常に極限状況であり、社会全体にとっても闘争を暴力化させる重大な動機でありうるものである。

### 暴力
暴力とは万人が持つ個人の身体的、精神的な諸力の中でも他者に対して強制的に働きかける力に限定することができる。これは政治思想家アーレントの定義であり、暴力は他者との相互作用を通じて行使する必要はなく、その機能は相手を殺害することである。しかし戦争における暴力を論考した研究では、暴力を通じてある種の相互作用が発生することが論考されている。この領域における古典的な著作に軍事学者クラウゼヴィッツの『戦争論』がある。戦争を特徴付ける最も重要な要素として着目されるべきは暴力である。クラウゼヴィッツによれば暴力は三種類の相互作用をもたらすものであり、それは相互に敵対的感情と敵対的意図を拡大させる第1の相互作用、相手を撃滅しようとする第2の相互作用、そして戦闘手段を敵と拮抗させようとする第3の相互作用である。これら相互作用を前提として考えれば、戦争における暴力は無制限に拡大する理論的な必然性がある。つまり集団間の戦争を想定すれば、それは暴力の性質に従って相互に暴力手段を拡大し続けながら相手を攻撃し続け、またそのための敵意を増大させ続けることになる。クラウゼヴィッツはこのような戦争の理念型を絶対戦争と呼んだ。しかし同時にこのような形態の戦争は現実の戦争で出現しているわけではない。その理由として絶対戦争と並んで提起されているものが政治目的の着眼点である。つまり戦争の無制限的な暴力化を抑制するものとして政治的制約が作用しており、戦争の性質を規定しているというものである。このことを端的に表現するクラウゼヴィッツの命題が「戦争とは他の手段を以ってする政治の延長である」というものである。

### 政治
戦争は単なる暴力的な闘争状況であるだけでなく、本質的に政治が連関しているというクラウゼヴィッツの考察は政治学者シュミットによってより思想的に発展された。シュミットは独自の友敵理論を展開する中で政治的な概念には常に闘争的な意味があり、不可避的に敵と味方に区分されると論じる。このような政治観はマキアヴェッリの政治思想やマルクスの階級闘争などにも認められるものである。シュミットによれば政治に内在する敵と味方の二分法はさらに敵概念の詳細に注意することで深めることができる。シュミットは『パルチザンの理論』において三種類の敵を導入しており、すなわち因習的で形式的な性質を持つ在来的な敵、実際的な性質を伴う現実の敵、犯罪者という性格を持つ絶対的な敵である。在来的な敵は人道的なルールに基づいた国家間の戦争における敵であり、現実の敵とは自らの実存にとって脅威となる敵、そして絶対的な敵とは相手を文明や階級、民族に対する犯罪者として差別化される敵である。戦争において相手がどのような特性を持つ敵なのかによって、政治目的は相手に僅かな制裁を加えるように軍事的手段を制限することも、また相手の存在を根本的に抹消させる軍事的手段を拡大させることも可能にするのである。戦争にとって政治の重要性は普遍的なものであり、戦争の規模、期間、列度、その影響は政治の状況や機能によって左右されると考えられる。

## 戦争の構成
戦争における諸活動は高度に複雑であり、量的には以下のように分類することができる。
1. 戦争 (war)
2. 会戦 (campaign)
3. 戦闘 (battle, combat)
4. 交戦 (engagement)
5. 合戦 (action)
6. 決闘 (duel)

兵士単位での戦いである「決闘」が複数集まって、「合戦」が構成され、複数の合戦から交戦が構成されている。ただしこのような個々の兵士の活動、師団の活動、国家の活動などで戦争の全体像を区分することはできない。交戦単位が艦艇や航空機となれば戦闘と決闘の間の区分は消失するものであり、また総力戦に至らない戦争においてはより事態は複雑である。

## 戦死者数の多かった戦争
| 戦死者 （単位：百万人） | 年           | 戦争名                                               |
| ----------------------- | ------------ | ---------------------------------------------------- |
| 60.7〜84.6              | 1939〜1945年 | 第二次世界大戦 （第二次世界大戦の犠牲者）            |
| 60                      | 13世紀       | モンゴルの征服 (Mongol invasions と Tatar invasions) |
| 40                      | 1850〜1864年 | 太平天国の乱 (回民蜂起)                              |
| 39                      | 1914〜1918年 | 第一次世界大戦（第一次世界大戦の犠牲者）             |
| 36                      | 755〜763年   | 安史の乱（不確実な）                                 |
| 25                      | 1616〜1662年 | 清、明の征服                                         |
| 20                      | 1937〜1945年 | 日中戦争                                             |
| 20                      | 1370〜1405年 | ティムールの征服                                     |
| 16                      | 1862〜1877年 | 回民蜂起                                             |
| 5–9                     | 1917〜1922年 | ロシア内戦 と 協商国のロシア内戦への介入             |

## 戦争の原因
戦争は人間社会における対立によって生じるものであり、何らかの意志や理由を伴う。しかし戦争の原因についての一般理論は未だ完成されていない。その発生の過程にはさまざまな要因、誘因、環境が有機的に起因するは確かであり、無政府状態、勢力均衡、攻撃・防御バランス、好戦的イデオロギー、ナショナリズム、誤認などの多くの理論が提唱されている。ここではいくつかの戦争の原因として考えられている学術考察または理論について述べる。（戦争哲学をも参照）

### 国際政治
国際政治学ではまず国際社会において戦争が生じる理由は、国際政治が無政府状態（アナーキー）であることがまず挙げられる。すなわち国際政治には国内政治のように中央政府のような集権体制が不在であり、紛争の平和的解決が強制できない。従って各国は自助努力を行う必要性に迫られる。第二に情報の不完全性がある。つまり戦争を回避するために必要な情報が必ずしも入手できず、例えば軍事情報についてはしばしば軍事機密によって秘匿されるために合意達成が確認できず、ここに猜疑心が生じる可能性がある。そして三つ目の原因として国内政治と国際政治の相互作用の関係が挙げられる。

### 歴史統計
軍事史上の戦争を調べて、その戦争を開始する直接的な要因に注目して統計化すれば大まかに長期的な不満、国内的な混乱、軍事的な優位、軍事的な劣位、以上の四つに分類できると言われる。
- 長期的な不満とは領土問題、国境問題、地方の独立要求など、長期的に慢性化した不満を指す。この例としては日露戦争、パレスティナ問題、中東戦争などが挙げられる。
- 国内的な混乱とは国内の民族間対立、反政府運動など、国内における諸勢力の対立による収集不可能な事態を指す。この例としてフランス革命、ルワンダ内戦などが挙げられる。
- 軍事的な優位とは、軍事力が非常に優位にあると認識し、戦争を簡単に解決できると考えることである。政府や世論にとってその認識が戦争開始の判断材料となる場合があるが、その優位の認識が実際軍事力を把握していない現実性のないものであった場合、開戦しても予想通りの戦果を挙げることができず、戦争が長期化、悪化する可能性が高い。この例として冬戦争、独ソ戦、朝鮮戦争、イラン・イラク戦争が挙げられる。
- 軍事的な劣位とは、軍事力が非常に劣位にあると認識し、先制攻撃だけが残された手段であると考えることである。この認識によって政府や国民が恐怖や焦りに支配され、軍事的優劣や戦争遂行の見通しを忘れてしまい、戦争開始を決断する場合がある。この例として奴隷反乱、インディアン戦争、太平洋戦争などが挙げられる。

### 勢力分布
世界的な大国が存在することによってその統一的な影響力を用いて国際秩序を安定化させる「単極平和論」が存在する。このような国際体制においては反抗できる勢力がそもそも存在しないため、戦争が発生する可能性を大きく低減できる。また反抗勢力を圧倒することによって覇権国家も政治的目的を達成するために軍事力を行使する必要がなくなる。ただしこの場合、属国群が長期的な不満を覇権国家に対して形成する危険性がある。平和主義の中で語られる世界連邦政府構想や国連常備軍構想は世界全体の単極平和論を志向したものと言え、現在のパックス・アメリカーナは完全ではないが単極勢力構造に近い形態とされる。日本の江戸時代や中国の統一王朝時代、米国が新大陸においてアメリカ先住民掃討に専念する一方米墨戦争や南北戦争があった孤立主義（モンロー主義）時代などは概ね平和が保たれており、地域における単極平和論を支持する例とされる。
また勢力が均衡する二つの大国が互いに拮抗する場合、戦争が発生しにくいとする「双極平和論」も論じられる。この理論は不確実性による誤認・誤算によって戦争が勃発する点に注目し、双極であれば相互に相手の動向により的確に対応できるようになるため、安定的に勢力が均衡する可能性を論じている。米ソ冷戦時代が双極勢力分布の分かりやすい例であり、現実には双方の軍拡競争やベトナム戦争や朝鮮戦争といった代理戦争は起こったが、恐怖の均衡により米ソの直接の戦争は起こらなかった。
また複数の大国が存在する場合、戦争は発生しにくいとする「多極平和論」もある。複数の国家がより柔軟かつ適切に同盟や勢力圏を形成することが可能となるので、対立関係が硬直化しにくいとし、勢力均衡を維持しやすいと論じている。現実の例としては戦前の米・英・独・仏・ソ連（ロシア）・イタリア・日本が世界における列強として君臨した時代がある。第二次世界大戦前のヨーロッパ、中国の三国志時代や日本の戦国時代などは地域内で複数の勢力が存在していた。
しかし、どの勢力分布も歴史的に見れば戦争の頻度や規模を最小化することについて最適な組み合わせではないと一般的には考えられている（勢力均衡を参照）。なお、国連憲章の目指すところは国連常備軍による単極平和論であり、1極を覇権国家専有武力ではなく国連加盟国共同武力とすることで覇権国の専横を防ぎつつ平和を目指す考え方である。

### 地政学的・安全保障要因
- 遠交近攻：国境を接せず、領土紛争のない遠国と同盟して、国境を接する隣国を軍事的に圧迫して領土紛争を有利に解決しようとすることは2000年以上前から現在も行われている

- 合従連衡：強大国と複数弱小国の構図になった場合、弱小国側は個別では各個撃破されてしまうので小国同盟（合従）を結んで強大国から自衛したほうがよい。強大国側は小国の「対岸の火事心理」を利用してAを除いたBCDと同盟を結んで（連衡）Aを併呑し、次いでCDと同盟を結んでBを侵略併呑し、合従同盟を破壊して、各個撃破してゆくのが合理的であり、現在でも使われている。

- 孤立化による併合:軍事力の直接行使は大国にとっても損害が大きいので、第三国に対して併呑対象の国と同盟を結ばないよう圧力をかけて併呑対象を孤立化させ、次いで併呑対象へ武器・物資を援助しないように圧力をかけて武装解除に追い込み、同時に併呑対象を経済的に依存させることで、抵抗の意思を挫き、軍事力・経済制裁による恫喝だけで併呑する

- 新興覇権国家は、自国の安全保障のため周囲を衛星国で固めることを志向する傾向が歴史上頻繁に見られる。

- 自然国境をはさんで老大国側の飛び地（または衛星国）が新興大国側にあるときは、新興大国側はそれを奪取して勢力境界線を自然国境に置こうとしてしばしば戦争がおきる原因となってきた。

### 国家主義・民族的要因
- よく「現代では戦争で利益が得られることはないので戦争は起こらない」とする意見があるが、実際には「利益」を掲げて戦争が行われたのは必ずしも多数派とはいえない。また「国際社会の制裁を考えれば戦争などするはずがない」とする意見もあるが、国際社会の制裁や国民の餓死をものともせず核ミサイルの開発にひた走る国家も数例ある。特に近代以降においては大衆動員の必要性もあって、国家主義に訴える戦争目的が掲げられる場合が多い。例えて言えば、日本が北日本と南日本に分断されていた場合、民族統一を求める心情は金銭的利得とはなんら関係がないし、国際的な制裁も気にせず武力統一にひた走る人々が発生しても不自然ではない。小さな島嶼ですら、その奪還のために死にたくないと思う国民だけでなく、死を賭けても奪還したいという国民も発生するが、それは金銭的利得というよりも国家主義による。中国や北朝鮮が統一を求めるのも、台湾や韓国が併合されるのを嫌がるのも国家主義によるところが大きく、ソ連崩壊後も極東に於ける冷戦が継続中で軍縮交渉が困難な原因となっている。

- 19世紀のドイツ・イタリアも、ベトナム戦争も、朝鮮戦争も背景にあるのは国家主義である。

- 一方で、バルカン半島のような民族混在地は民族分布によって国境線を引くことが難しいために、戦争や少数民族虐殺の頻発する原因となっている。

- また、併合しようとする土地の少数民族の国家主義を煽り、一旦分離独立させてから保護国化するという手口もパナマ独立（米国が保護国化）や東ティモール独立（豪州が保護国化）など史上に散見される。

- また、経済困難や貧民の増大は「閉塞感」を増加させ、国家主義が蔓延しやすい。国家主義に憑かれた国民は対外強硬・排外主義に走りやすく、そのような国民の支持を得て、対外強硬に走る政治家が発生した例も多い。尊王攘夷、ナチスやロシア自由民主党（ネオナチ）の勃興などの例が見られる。

### 動態説
1970年代になるとそれまでの勢力均衡理論による静態的な国際情勢の理解から転換して、世界秩序の構成要素の国力などは可変的であると考える動態説が現れた。例えばイマニュエル・ウォーラーステインは16世紀以降の資本主義の発達は世界に強国と弱国の格差を生み、巨視的には中核、準周辺、周辺の世界システムを形成した。さらに中核においても、時代的には長期的優勢と中期的優勢の二種類があることが認められ、長期的優勢では生産力の拡大からプロレタリアートの政治運動に次いで福祉国家化及び社会主義的世界経済へと段階的に進んでいき、中期的優勢では資本主義の矛盾が表面化、経済成長の停滞、恐慌などに次いで準周辺国への技術移転並びに相対的な優位の低下という段階を進むとしている。また1987年にはジョージ・モデルスキーによって大規模な戦争は大体100年周期で発生する点に注目した100年周期説が提唱された。これはあらゆる秩序のエントロピー的衰退、国際的な秩序形成の衝動などが理由として挙げられている。

### 国際経済の動向
経済と戦争の危機には全く相反する視点がある。
まず第一に国際経済が停滞・後退すれば戦争の危機は高まるという考え方である。経済成長が不況や恐慌などによって悪化すれば、その縮小した利益をめぐる利害関係が国内経済、国際経済において悪化し、それが戦争の危機を高めることになると考えられる。また軍事費の拡大によって市場に資本を投入し、経済成長を促すため、軍拡競争が激化することも考えられるからである。
一方で、戦争にかかる膨大なコストに注目し、経済の成長が順調でなければ戦争が起こせないため、成長期にむしろ戦争の危機は高まるという考え方も存在する。経済成長を目指して資源や戦略的な要所の必要性が高まるため、競争が激化しやすくなる。また経済成長があるからこそ軍事費を増大することが可能となり、軍拡競争が発生し、経済成長を維持するために膨張主義的な世論や社会的な心理が形成されると考えられる。
ただし、経済と戦争の関係性についてはデータや指標が非対称である場合や研究途上であることもあって、完結に結論できない。

### ゲーム理論
数学のゲーム理論においては囚人のジレンマ状況とチキンゲーム状況の理論が戦争のモデルとされている。
囚人のジレンマによると、例えば核兵器の保有を両方が自制するのが最も平和で安全であるが、疑心暗鬼の心理が働いて両方とも核保有で自国の安全と相手国の支配権を得たいと考える。しかしながら自国だけ自制して相手国が核を保有した場合には自ら不利になることを選ぶことになる。ただし両国とも核保有すると核戦争勃発の危険が最大となる。
チキンゲームによると、例えば両国とも利益の追求を完全に放棄すれば最も平和で安全であり、また互いに申し合わせた妥協を履行すれば二分した利益と安全を確保できる。一方で相手国が譲歩することを衝突の直前まで期待して強硬策を実施して成功すれば半分以上の利益を確保出来るが、失敗すれば戦争が勃発することになる。

### 戦争原因の複雑性
ただし戦争とは大規模になればなるほど、上記した要因以外に、さまざまな軍事的、政治的要因だけでなく、法的、経済的、社会的、集団心理的、文化的な外的・内的な構造や誘因がより高度に複雑に関係して発生する重層的な事象であり、個人の人間性や一国の内部事情などにのみその根本的原因を求めることは非常に非現実的、非歴史的な考えと指摘できる。
歴史から学び、国内的な事情と国外的な環境を関係させ、個人の感情や意思を内包した歴史的必然性に戦争の原因というものは求められるべきものである。バターフィールドの『ウィッグ史観批判』で「歴史の教訓とは、人間の変化はかくも複雑であり、人間の行為や決断の最終的結果は決して予言できるような性質のものではないということである。歴史の教訓は、ただ細部の研究においてのみ学ぶことができ、歴史の簡略化の中では見失われてしまう。歴史の簡略化が、歴史的真理と正反対の宣伝のため企てられることが多いのもそのためである」と論じられているとおり、本質的に戦争、特に近代における複合的な国際政治の展開によって発生する戦争は単一の誘因によって引き起こされたとする考えはきわめて側面的な考えである。

## 侵略と防衛
軍事学において戦争はその作戦戦略の差異を主体別に見て侵略と防衛の二つの作用が衝突して発生するものであると考えられる。
まず侵略には法的な定義も存在するが、軍事的な定義としては外敵または内敵によって軍事力が先制行使され、侵入（invasion）、攻撃（attack）などの攻勢の作戦行動が実行されることである。一方で防衛は狭義には侵略に反応してこれを排除するために軍事力が使用され、防御や後退などの防勢の作戦行動が実行されることであり、広義には抑止活動をも含む。

### 侵略
侵略はその手段から直接侵略と間接侵略に分類される。直接侵略は外国が軍事力の行使を行う伝統的な侵略方式であり、間接侵略は防衛側の国家内の反政府勢力などを教唆、指導したうえで反乱、革命などによって軍事力を間接的に行使する侵略方式である。実際の侵略はこの二種類の手段を同時に使用する場合や、時間差で使用する場合などがある。
また敵が内敵であれば、これもまた区別して考えられる。内敵とは国内の勢力が主体となり、政府転覆や国体の破壊などを目的を持ち、武力を行使する敵である。内敵の侵略は外国に一時的に外国に逃れ、外部から侵略する外部侵略と、内部でゲリラ戦や反乱、クーデターなどを行う内部侵略の方式がある。内敵と外敵は軍事目的が同じであるので、結託しやすい。

### 防衛
防衛は安全保障形態から集団安全保障と個別的安全保障に大別される。集団的安全保障は集団内の国家が侵略を行った場合にその他の国々が侵略国に制裁を行うことによって防衛国を援助することで安全を保障することである。個別的安全保障は防衛国が独力で、または同盟国の援助によって安全を保障することである。
個別的安全保障はさらに単独防衛（自主防衛）、同盟、集団防衛、中立の形態がある。集団防衛は防衛的な性格のみを持つために集団安全保障の側面も持つ。同盟にはその作戦目標から侵略的な場合と防衛的な場合がある。自主防衛は防衛線の位置によって前方防衛、国境防衛、国土防衛に区分される。前方防衛は国境よりも遠隔地において侵略してくる敵を排除する防衛方式であり、公海上で行われることが多い。国境防衛は国境において軍事力を準備し、侵略する敵を待ち受けてこれを排除する防衛方式であり、国境線を要塞化することが多い。国土防衛は国境を突破して国土に侵略する敵を国内において排除する防衛方式である。しかし一般的に兵法などでは、侵略する側は、防衛する戦力の3倍の戦力であることが望まれるので、小国と大国の戦争でもない限り、完全に侵略されることはまずない。

## 戦争の過程

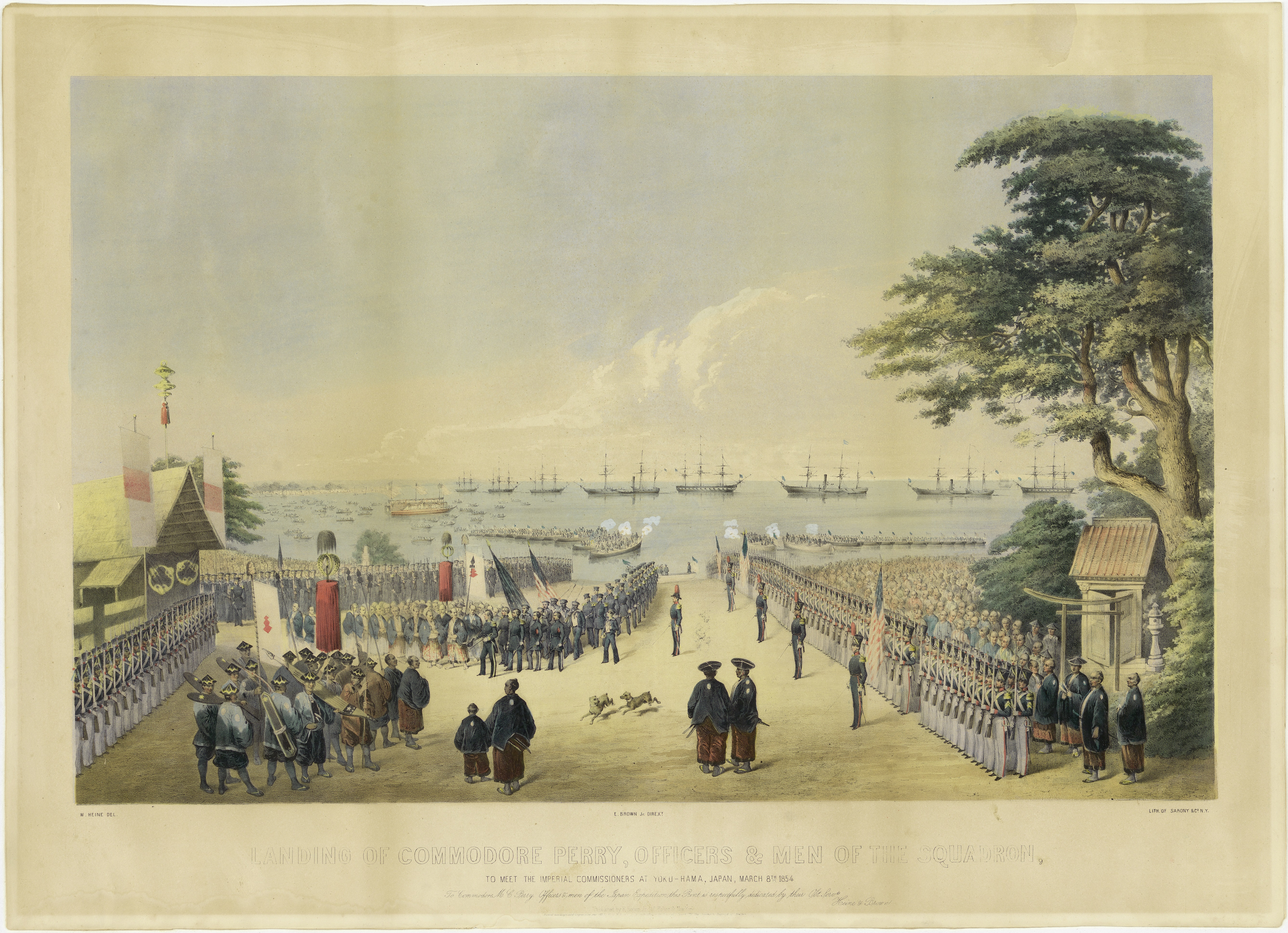
黒船来航は強制外交。嘉永7年（1854年）横浜への黒船来航
マシュー・ペリーに随行した画家ヴィルヘルム・ハイネによるリトグラフ

戦争は永遠に続くものではなく、一定の段階を過ぎれば収束していく（ただし、ゲリラ戦や断続的なテロ攻撃は戦線を維持する必要がないため、戦争とは本質的に性質が異なる）。兵力や軍需物資の補填などの兵站能力的限界から、どのような国家、勢力でも激しい戦闘を長期間にわたって継続することは不可能であるからである。その発展の過程は無秩序に見えるが、ある程度の段階が存在していると考えられている。

### 平時
安定的な秩序が維持されており、各国（一部の国では平時においても国内の不安定がある）は基本的に平和に過ごしている。戦争の危機は認識されておらず、準備もなされていない。
- 艦隊・部隊などの相互訪問などの軍事交流、独立記念日などの国家行事の支援など。
- 災害救助、医療支援、測量活動支援、調査活動支援など。
- 同盟国や友好国との共同軍事訓練などによる関係の増進。
- 武器・兵器の売却、教官派遣、留学生交換などによる友好関係、勢力圏の増進。

### 危機
戦争勃発の誘因となりうる事件や問題が発生・表面化し、急速に事態が緊張化していく。奇襲を受ける場合はこの段階を通過しない場合もある。この時点ではまだ戦争を未然に防止することは外交によって可能であると考えられるが、不安定化末期から準戦時の外交交渉はしばしば非常に切迫したものとなる。
- 部隊・艦隊の配備、編成の変更などによる政治的メッセージの発信。
- 対象国の近隣地域への軍事力の展開。
- 上記をバックにした外交官や士官級の外交交渉。
- 外交政策や軍事作戦によって行われる危機管理。

### 準戦時
戦争の危機が高まり、急速に事態が緊張化して制御不能となっていく。国家として戦時体制が敷かれ、軍隊が動員され、外交交渉は絶望的になっていく（最後通牒、宣戦布告を参照）。この段階になればもはや事態を収拾しようとすることは極めて困難となる。この時点で戦争勃発を阻止しようとするのは遅すぎる。
- 配給制や統制経済などの戦時体制の準備。
- 予備役の動員や民間防衛の準備体勢への移行。
- 外交関係の断交や外交使節団の召還。
- 破壊工作員やスパイの潜入、謀略活動。
- 対象国にとって重要な陸海空の交通路の封鎖。
- 対象国に向かう船舶などの臨検、抑留、拿捕。
- 対象国の主要交通路の封鎖、口座凍結などの金融制裁などの経済制裁。
- 交戦地域の設定。

### 戦時
開戦を告げる宣戦布告が行われ（これは伝統的な国際法に基づく行為であり、現代では行われない場合もある）、軍隊が戦場に展開し、敵戦力との戦闘に入る。また戦時体制に基づいてあらゆる経済、情報開示、生活が軍事上の必要から統制される。この段階で戦争の経過を当初の計画通りに進んでいるかなどを考慮し、いかに有利に戦争を収束させるかという点が注目される。
- 戦時体制の実施と予備役・民間防衛の総動員。
- 情報統制やスパイ摘発・相手国の宣伝対策などの防諜政策の展開。
- 相手国に対する世論誘導を目的とした広報政策の展開。
- スパイ・同調者・協力者の獲得工作の展開。
- テロリスト、革命家、協力者、破壊工作員などによる工作活動（ほとんどは政府の判定のみに基づき、後日冤罪や政府特務機関の自演だったと判明する例もある）。
- 限定地域（海域）における軍事施設・艦艇などに対する攻撃、占領。
- 限定地域以外における軍事施設・艦艇などに対する攻撃、占領。
- 軍事施設などに対する攻撃、占領。
- 兵器や武器の生産施設となっている工業地帯に対する攻撃、占領。
- 首都、統治機関、主要都市など政経中枢に対する攻撃、占領。

### 終結
一方が圧倒的な勝利を獲得した場合、また戦況が双方にとって好転せず停滞的になった場合、対立している両国が講和を行うことを決定すれば、その戦争は収束に向かう。この際に締結されるのが講和条約と呼ばれるものである（休戦協定は戦闘の一時的な中断であり、戦争の終結ではない）。しかし、講和の交渉とは外交官にとって最も困難な外交交渉の一つであり、その交渉過程にはさまざまな不満や問題が発生することもある。
- 戦闘作戦の長期的な停滞。
- 戦争遂行の外交的・内政的な問題の発生。
- 攻撃的な戦闘行動の停止（停戦）。
- 和平交渉の開始、暫定的に戦争を休止する休戦協定の締結。
- 戦後の双方の地位を定めた講和条約の締結と、議会での批准。
- 敗戦した政府組織の亡命。

### 戦後
戦争終結してもその決着が新たな問題や不満を生んでいれば、それが起因して新しい戦争をもたらすこととなる。外交的な解決が不可能となった場合、戦争は軍事力を以って自国の利益を相手から奪うことができる。ただしその過程で失われるものは人命、経済基盤、生活の安全だけでなく、勝敗によっては国際的な信用や政府、国家主権が奪われる場合もある。なお近現代においては敗北で民族が消滅することはない。
- 占領行政として占領軍の住民に対する宣撫工作と統治及び治安維持
- 占領地の法律や教育の再編と道徳思想及び使用言語の変更などの同化政策。
- 抵抗勢力（レジスタンス）によるゲリラ戦の展開。
- 亡命政府の国土奪回のための軍事力の造成。

主権国家体制において付庸国（附庸国、ふようこく）、従属国（じゅうぞくこく）（英: vassal state）とは、宗主国から一定の自治権を認められているが、その内政・外交が宗主国の国内法により制限を受ける国家を指す。。
主権を不完全にしか持たないため、被保護国と合わせて半主権国（英: semisovereign state）、従属国（英: dependent state）とも呼ばれる。
傀儡政権（かいらいせいけん、英語: puppet government）とは、ある領域を統治する政権が、名目上には独立しているが、実態では事実上の支配者である外部の政権・国家によって管理・統制・指揮されている政権を指す。

## 戦争のさまざまな局面
戦争には武力を用いた戦闘から、諜報・諜報活動、輸送、外交交渉など非常にさまざまな分野で争いが発生する。英語ではこのようなさまざまな闘争の局面を warfare と呼ぶ。ここでは戦争に伴って起こりうるさまざまな分野における闘争について述べる。

### 政治戦
政治戦とは戦争における政治的な闘争の局面である。政治戦には我の政府と国民、敵の政府と国民、国際社会という主に五つの行為主体があり、国際社会に働きかける政治戦を国際政治戦、敵政府に対する政治戦を直接当事者政治戦、敵国民に対する政治戦を間接当事者政治戦、自国民や政府内部に対する政治戦を国内政治戦と呼ぶ。戦争によって得られた戦果は外交交渉を通じて政治的な権力または影響力として政治戦に貢献する。

### 武力戦
武力戦は戦争において最も激しい闘争の局面であり、主に戦闘において行われる。対立する戦力同士が互いに支配領域の制圧、敵戦力の無力化や撃破などを目的として作戦し、武力を行使して敵対する勢力を排除する。この過程で殺傷・破壊活動が行われ損害が生じる。戦闘を遂行するためには兵士たちの体力と技能だけでなく、戦術、武器や爆発物の知識、兵器操作の技能、戦術的知能、チームワーク、軍事的リーダーシップ、また後方においては作戦戦略、戦場医療、兵器開発などの総合的な国家、組織、個人の能力求められる困難な活動である。（戦闘を参照）

### 情報戦
情報戦は戦争において情報優勢を得るために発生する闘争である。主に諜報・諜報活動によって行われ、相互に相手の軍事的な情報に限らず、経済的、政治的な状況に関する情報を得るために合法的に外交官や連絡将校を送り込んだり、相手国内に協力者を獲得するためにさまざまな活動を展開する。同時に防諜として相手国のスパイを摘発するための国内における捜査も行われ、敵の情報活動を妨害する。

### 補給戦
補給戦は後方支援または兵站を巡る闘争であり、特に補給と輸送を行う際に発生する闘争の局面を言う。兵力や物資の補填がなければ前線の部隊は戦闘力が維持できず、また戦闘以外の被害による損害は戦闘によるものよりも時には非常に多くなるため、戦闘が活発でない時期であっても物資は絶えず輸送されなければならない。すなわち戦場には常時消費物資を送り続けなければ戦闘力が低下することにつながるため、輸送作戦を確実に実施することは前線の勝敗を左右する作戦である。この輸送作戦を的確に実行するのに必要な経済的、軍事的、事務的な努力は非常に巨大なものである。また相手国も航空阻止、破壊工作、後方地域への攻撃などでこの輸送作戦を妨害してくるため、輸送部隊の司令官は強行輸送や強行補給という手段を用いて、これに対抗しなければならない場合もある。つまり戦争においてはどのようにして効率的な輸送作戦を遂行し、適量の物資を調達して、適地に輸送し、的確に分配するかという兵站上の困難に常に直面することになる。

### 外交交渉
外交交渉は戦争中には行われる場合と行われない場合があるが、戦争を収束させるためには絶対に避けては通れない争いである。講和や休戦を行うためには政府間の利害関係を調整する実務的な交渉が必要であり、またその過程には双方が国益を最大化するための交渉の駆け引きが行われる。また同盟やさまざまな支援を取り付けるための外交も戦争の行方に大きな影響を与える。（外交交渉を参照）

### 電子戦
電子戦とは通信機器などで用いられる電磁波を巡る争いである。平時においても情報収集などを目的とした電波の傍受や分析などの電子戦は行われているが、戦時においては指揮組織、通信拠点、SAM システムに対してより攻撃的なECMが実施される。現代の戦争においては非常に重要な通信手段は電磁波を用いたものが多く、また通信手段は指揮統率における要であるため、その重要性は大きい。日露戦争以降世界各国の軍隊が電子戦に対応する部隊を保有するようになっている。

### 謀略戦
謀略とは敵国の戦争指導を妨げる活動であり、一般的に極秘裏に遂行される。間接的には政治的・外交的・経済的・心理的な妨害活動があり、直接的には軍事的な破壊工作がある。破壊工作とは交通拠点、政府機関、生産施設、堤防、国境線などの重要拠点に対する爆発物などを用いた放火や爆破などの活動のことである。しばしば敵国に特殊部隊やスパイを送りこんで実行するが、秘密裏にかつ迅速に行われるために無効化が難しい。敵部隊の戦闘力の無力化などを目的とした戦闘とは性格が異なり、対反乱作戦や対テロ作戦に分類される。

### 心理戦
心理戦とは、テレビや新聞などを用いた広報活動、政党や思想団体の政治活動、学校教育などによって情報を計画的に活用し、民衆や組織の思想や考えを誘導し、自らに有利に動くように間接的に働きかけるさまざまな活動と、敵の同様の手段へ対抗する活動の総称である。戦争が開始されれば両国とも自国の正統性を主張し、支持を得ようと試みる。また相手国の国民に対して、自国に有利になるように反政府活動を支援したり、相手国の非人道性を宣伝することによって政権の行動を制限することなどが可能である。これは対ゲリラ作戦や対テロ作戦、政権転覆などさまざまな局面で実施される（心理戦を参照）。

### 軍備拡張競争
軍備拡張競争は軍備の量的な拡張と軍事技術の開発競争を言う。現代の戦争において勝利を納めるには、兵力や戦略のみならず、優秀な兵器が不可欠である。そのため、敵国・対立国より優れた兵器を多く保持することが重要になり、戦時中はもちろん平時においても、その開発・生産が活発に行われている。
例えば、東西冷戦においては、米ソの直接対決こそなかったものの、核兵器や戦車などの熾烈な開発競争が行われ（核兵器については、開発競争により核戦力の均衡が保たれていたからこそ現実に核戦争が起こらなかったとする見方もある）、代理戦争はそれらの兵器の実験場でもあった。また、人類を宇宙や月に送った宇宙開発競争も、ロケット技術が戦略核を搭載する大陸間弾道ミサイルなどのミサイル技術に直結していたことが大きな推進力となっていた。

## 国際法における戦争
戦争に関する国際法には大きく二つの体系がある。軍事力の行使が合法かどうかを定めている「開戦法規」 (jus ad bellum, ユス・アド・ベッルム）」と、戦争におけるさまざまな行為を規律する「交戦法規」 (jus ad bello, ユス・アド・ベッロ) の二つである。前者は国連憲章が基本的に根拠になっており、後者は「戦時国際法」「武力紛争法」「国際人道法」とも呼ばれ、その主な根拠となっている条約にジュネーブ条約などがある。一般的に戦争犯罪と呼ばれる行為とは、戦時国際法に違反する行為を指す。（極東国際軍事裁判におけるA級戦犯はこの戦時国際法とは無関係である）また戦時国際法は作戦領域から、陸戦法規、海戦法規、空戦法規に分類されることもある。

### 開戦法規
伝統的国際法においては、戦争は国家の権利であったが、現代国際法においては武力行使の禁止に伴い、戦争そのものが禁止されている。具体的には、1928年のパリ不戦条約（ケロッグ＝ブリアン条約）および1945年の国連憲章2条4項により、武力行使は違法化された。ただしパリ不戦条約では実質的な紛争解決機能が盛り込まれなかったために第二次世界大戦が勃発し、そのため国連憲章が改めて定められた。国連憲章において国際社会の平和と安全が破壊される違法行為があれば、集団安全保障体制で場合によっては軍事的措置を講ずることも定められた。また国連加盟国は個別的、集団的自衛権の行使が認められている。すなわち現代における戦争を行う原則は以下の通りとなる。
1. 国家の自衛の場合（同51条）。
2. 安全保障理事会において認定された「国際社会の平和と秩序への脅威」に対する強制行動（第七章）
3. 地域的取極や地域的安全保障枠組みにおける強制行動（第八章）。

### 戦時国際法
戦争においては無制限の暴力が交戦国によって行使されるが、しかし現代の戦時国際法においては「軍事的必要性」と「人道性」の原則がある。軍事的必要性はさまざまな軍事作戦の遂行に不可欠な行動などを正当化する原則であり、一方で人道性とは最小限の人命損失、不要な破壊、文民に対する攻撃、過剰な苦痛などの軍事作戦にとって不適切な行動を禁止する原則である。またこのほかにも戦時国際法においては攻撃目標、戦闘方法、非戦闘員の対応、中立国との関係などが定められており、軍隊の各級指揮官や部隊の戦闘行動を規定している。この戦時国際法を違反することは、国際社会からの非難を受けることや、責任者が戦争犯罪に問われることなどによって処罰されることになり得る（戦時国際法を参照）。

## 比喩的な用法
物品・サービスのシェア・覇権争いなどを、現実の戦争になぞらえて「○○戦争」と呼ばれることがある（ビデオ戦争、ゲーム機戦争、ブラウザ戦争、HY戦争、きのこたけのこ戦争など）。